# 石籬邨
石籬邨（英語：Shek Lei Estate，曾稱石梨邨），是香港新界葵青區上葵涌石梨貝的一個公共屋邨，原於1966年起落成入伙，於1985年起陸續重建，項目編號為TW17RR（石歡樓則為TW34）。
全邨分成石籬（一）邨及石籬（二）邨，由房屋署總建築師（1）設計，另正在重建之第5、6期由關黃建築師有限公司負責細部設計，共有19座住宅大廈及2座購物商場，約34,000人口，是葵青區第二大的公共屋邨。現時，（一）邨由中國海外物業管理有限公司負責屋邨管理，（二）邨則由創毅物業服務顧問有限公司負責管理，當中現正重建的第10、11座一度劃為中轉房屋，同屬（二）邨管理處管理。
怡峰苑，是香港新界葵青區上葵涌兩個居者有其屋計劃屋苑之一（另一個為寧峰苑），位於梨貝街對上的山坡上，項目編號為TW24。原為石籬邨內其中一個籃球場，毗鄰石籬邨石興樓，共有兩座樓宇，在1999年落成。

## 地理位置及命名
石籬邨位於上葵涌（又稱北葵涌）東面，位處金山西面山麓，鄰近金山郊野公園。以街道標分則是青山公路－葵涌段以東、大隴街以南、石梨街以西。毗鄰石蔭邨以及安蔭邨。
自1950年代起，不少難民在今石籬邨一帶築寮屋農舍定居，該地原稱為石梨。後來香港政府在該處開山闢地興建徙置區，並命名為「石梨新區」，後更名為「石籬新區」。而「石梨貝」一名，亦慢慢轉移至指石籬邨一帶的地名。

## 歷史
石籬邨於1966年落成第1期，是葵青區內第3個公共屋邨；本為香港政府徙置事務署的徙置區，原名石籬徙置區，俗稱「石籬新區」，1973年香港房屋委員會成立後改名為石籬邨。1972年原石籬邨全部落成時，原有15座居住樓宇（1-16座，沒有13座，原定13座位置為現在的石華及石佳樓，後來改為建設由新界政務署管理的足球場）；至1989年擴建完成，共有20座樓宇；截止2020年，屋邨重建尚未完成，連同即將拆卸的中轉房屋共有住宅大廈23座，按座數計，是葵青區最大的公共屋邨。
舊石籬邨第1座旁，面向青山道處，有一依山而建的遊樂場，名為石籬探奇遊樂場（俗稱「三層公園」）。遊樂場由美國藝術家史靈卓（Paul Selinger）設計，並獲英皇御准香港賽馬會特別捐款15萬港元興建，於1969年落成，以其特別的雕塑藝術設計聞名，其新穎設計在當時屬於亞洲獨有。但已在1990年代拆卸重建為一般的遊樂場。

### 擴建
1978年，政府開始計劃於鄰近石籬邨的舊石礦場，興建一條新的公共屋邨，原擬命名為金山邨，但在興建期間併入鄰近的石籬（一）邨，稱為石籬擴展區（英語：Shek Lei Extension）或新石籬。
石籬擴展區的5座（高低座分開計算為7座）樓宇於1985至89年間落成，包括今日的石籬（一）邨石寧樓、石秀樓、石俊樓、石逸樓及石興樓。此等樓宇乃是26座問題公屋醜聞中葵青區受影響屋邨居民的其中一批次要安置公屋樓宇，當中石興樓更接收了同邨的重建戶，不過由於同邨尚有石安樓、石泰樓兩座和諧一型大廈，因此並沒有納入租者置其屋計劃之內。
由於原1960年代落成的石籬（一）邨用地，在重建後大多劃為休憩或公共用地（包括今日的石排街公園、慈幼葉漢千禧小學及石籬商場一期），只有石安樓及石泰樓是在舊邨原址重建而成，因此令石籬擴展區的樓宇成為現時石籬（一）邨的大多數樓宇。

### 重建
同區的葵芳邨被揭發結構有問題後，房屋署為全港其他屋邨進行檢查，其中26座因為結構遠低於安全標準而有即時倒塌危險，需要盡快拆卸重建，當中包括石籬邨第4及6座，因此連同相連的第五座於1989年拆卸，開啓了石籬邨的重建過程。至於該等樓宇的居民，大概60%已於1985-87年間，獲調遷至同期落成的沙田顯徑邨及青衣長康邨；其餘居民則於1989年遷往原邨另建的新樓，或大埔太和邨。
由於還有數百座政府廉租屋及徙置屋邨樓宇存在結構問題，為安全起見及改善居住環境，行政局在1985年通過長遠房屋策略，展開「整體重建計劃」，目標在2001年前將所有第三至六型徙置大廈及政府廉租屋清拆重建。此後，石籬邨內的其餘第四及五型徙置大廈陸續拆卸重建。除了第10及11座以外，原石籬邨的所有徙置大廈已經於2001年前悉數完成拆卸。
原本政府決定把所有徙置大廈全部清拆，石籬邨第四型徙廈第10座和第11座也包括在內，計劃名為石籬邨5、6期。但基於勘察過後，證實結構尚算安全，故政府曾決定以維修來取代拆卸重建，於1996年11月6日將第10及11座改為中轉房屋，並在樓宇內設置「石籬收容中心」，即是用來安置受清拆、火災或其他天災影響急需安置但又未能即時符合入住公共屋邨人士的臨時居所，例如2010年1月29日，紅磡馬頭圍道發生唐樓倒塌事故及2011年11月30日的旺角花園街排檔火災的災民便可獲安排入住此等中轉房屋。及後，該等大廈亦在地下加裝大門鐵閘，亦是在東頭邨第22座清拆後，成為全港僅存居住徙置大廈的公共屋邨。
2017年，上述的重建計劃再得以提上日程，但曾一度陷入膠著狀態。至2020年11月，政府在施政報告中正式宣佈，將在2022年12月拆卸重建石籬中轉房屋第10及11座，並於2020年12月8日起給予為期兩年的遷出期，可於2028年完成重建，共設2座高43層（不包括4層基座及1層避火層）樓宇，將提供2,600單位。此外，鄰近的石籬天主教小學舊校舍，亦將於2022年中租期屆滿時收回並一併重建。現時約有330戶、約590人居於石籬中轉房屋。按照房委會現行政策，受影響的石籬中轉房屋居民，如果他們符合現行申請公屋和中轉房屋清拆資格準則，可根據「提前配屋計劃」，提前最多12個月在清空日期前獲編配公屋；此外，亦可獲得自「居屋2020」起至清拆日期為止的資助房屋揀樓絕對優先權。至於其他受影響住戶，就會在清拆時，獲安置入住屯門寶田中轉房屋。及後，由於多數住戶已遷出，政府決定將剩餘30多戶未合資格分派公屋住戶的遷出限期，由2022年12月縮短至同年5月，並於7月就拆卸工程招標。
2023年1月16日，隨著石籬中轉房屋於當天起永久封閉，第二至六型徙置大廈亦從此成為歷史。按照2023年11月房委會發出的招標公告，由中轉房屋重建而成的大廈將增加兩層，並預計提早至2027年6月竣工，屆時石籬邨重建將告完成。

## 屋邨資料

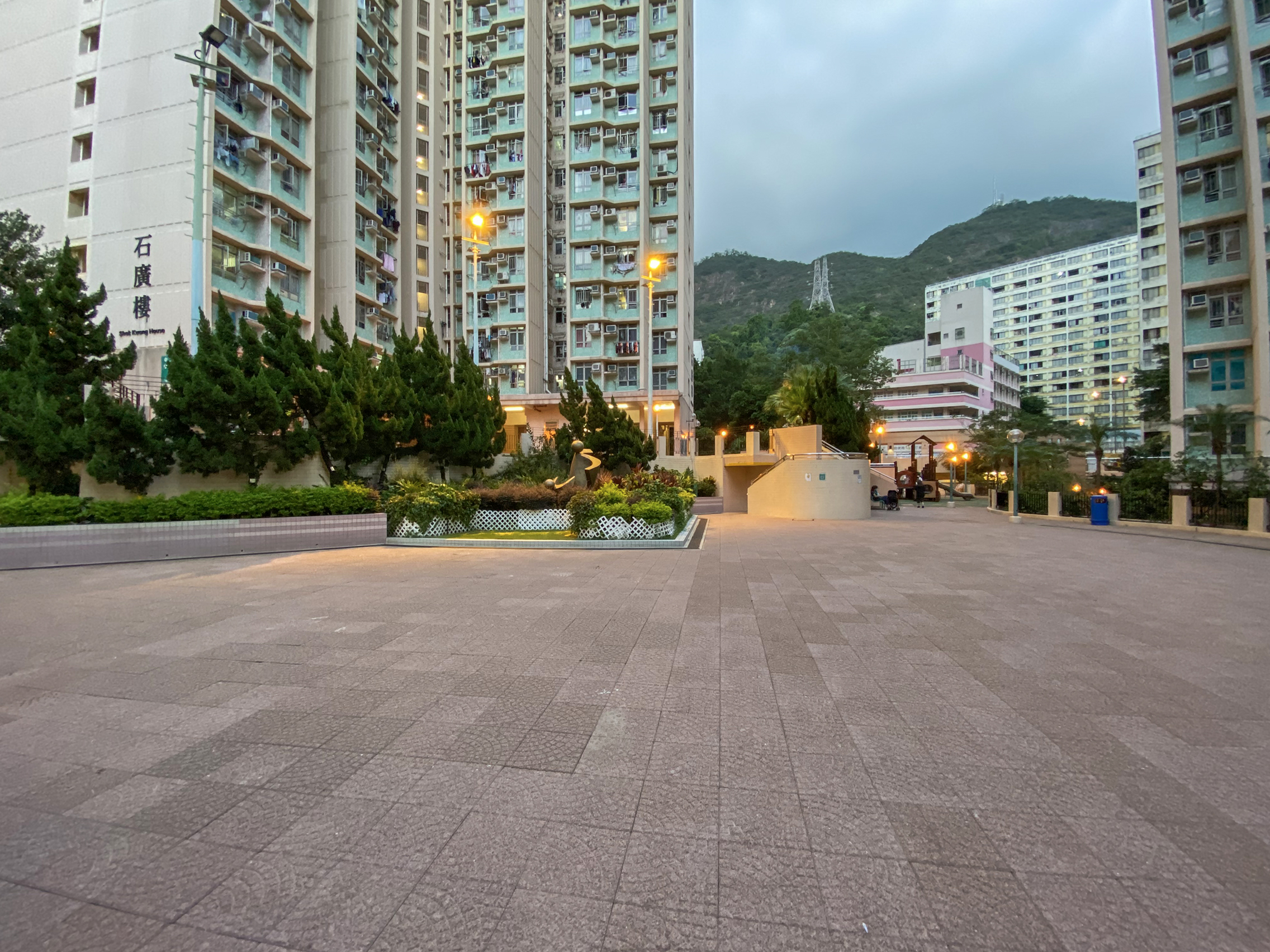
石籬（二）邨石廣樓對出的廣場

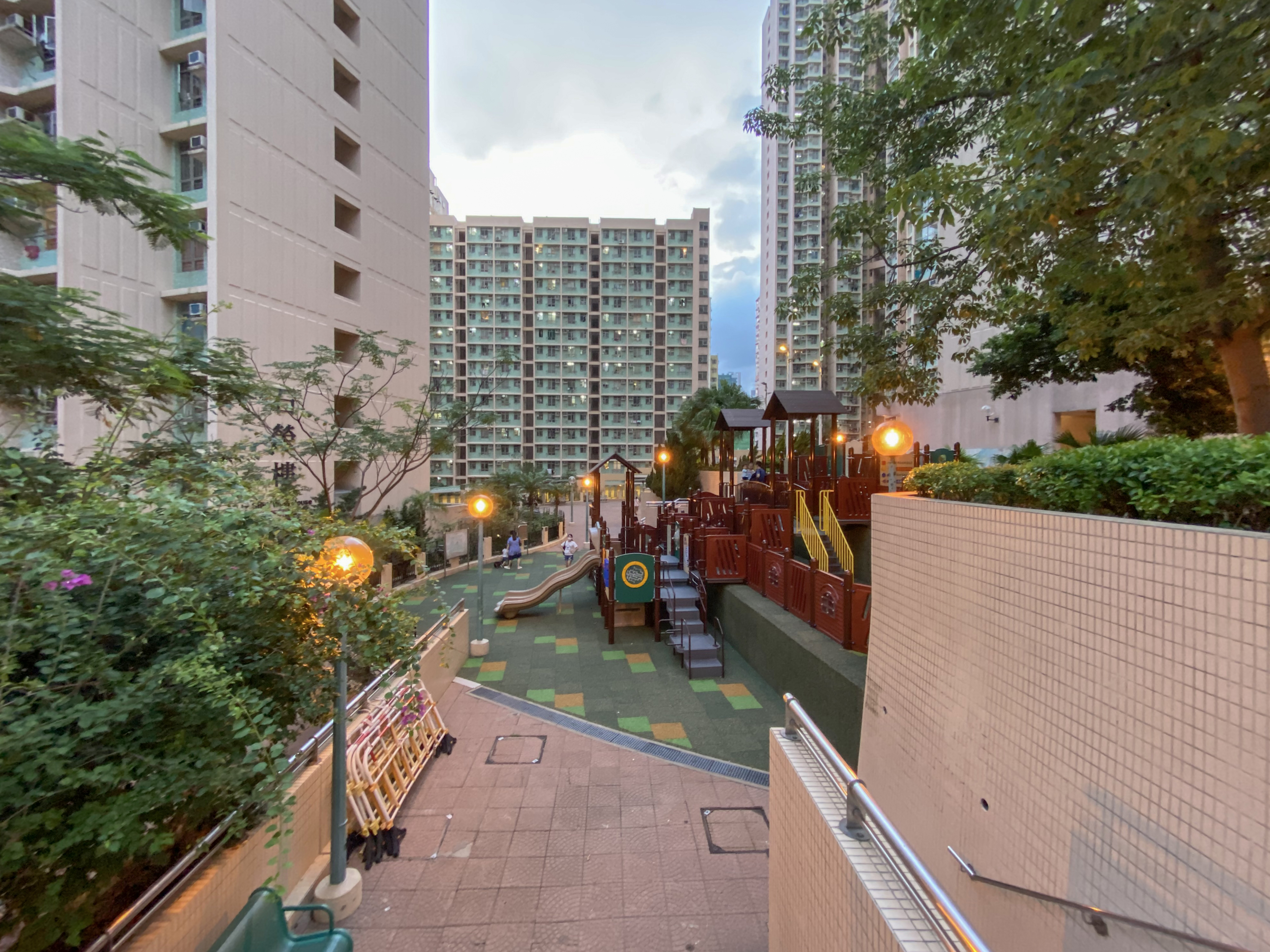
石榮樓的兒童遊樂場橫跨兩層

### 現存樓宇

#### 石籬邨
| 邨屬         | 樓宇名稱（座號）            | 門牌號碼     | 樓宇類型                     | 落成年份 | 住宅層數              | 每層伙數                                | 每座單位總數（伙） | 建築師                                   | 承建商     | 期數           | 提供升降機的廠商 （更新前） | 提供升降機的廠商 （更新後） |
| ------------ | --------------------------- | ------------ | ---------------------------- | -------- | --------------------- | --------------------------------------- | ------------------ | ---------------------------------------- | ---------- | -------------- | --------------------------- | --------------------------- |
| 石籬（一）邨 | 石寧樓（C座） （英語：Shek Ning House）    | 梨貝街22號   | 舊長型 （中央走廊式，連接F） | 1985年   | 18                    | 41                                      | 698                | 房屋署總建築師（1）                      | 新昌營造   | 1 （擴展部分） | 快高靈                      | 蒂森克虜伯                  |
| 石籬（一）邨 | 石秀樓（B座） （英語：Shek Sau House）    | 梨貝街20號   | 舊長型 （中央走廊式，連接C） | 1985年   | 18                    | 41                                      | 739                | 房屋署總建築師（1）                      | 新昌營造   | 1 （擴展部分） | 快高靈                      | 蒂森克虜伯                  |
| 石籬（一）邨 | 石俊樓（A座） （英語：Shek Chun House）    | 梨貝街16號   | 雙連座工字型 （第三代）      | 1985年   | 25（低座） 27（高座） | 30（其餘樓層） 29（14樓） 15（26-28樓） | 777                | 房屋署總建築師（1）                      | 新昌營造   | 2 （擴展部分） | 快高靈                      | 蒂森克虜伯                  |
| 石籬（一）邨 | 石逸樓（D座） （英語：Shek Yat House）    | 梨貝街24號   | 雙連座工字型 （第三代）      | 1985年   | 25（低座） 27（高座） | 30（其餘樓層） 29（14樓） 15（26-28樓） | 770                | 房屋署總建築師（1）                      | 新昌營造   | 2 （擴展部分） | 東芝                        | 蒂森克虜伯                  |
| 石籬（一）邨 | 石興樓（E座） （英語：Shek Hing House）    | 寶梨街7號    | 相連長型三型第一款           | 1989年   | 24                    | 20                                      | 480                | 房屋署總建築師（1）                      | 方永勝建築 | 3 （擴展部分） | 迅達                        | 不適用                      |
| 石籬（一）邨 | 石泰樓（第4座） （英語：Shek Tai House）  | 圍乪街10號   | 和諧一型第六款 （第三代）    | 1997年   | 38                    | 20（其餘樓層） 19（19樓）               | 759                | 房屋署總建築師（1）                      | 榮康建築   | 4              | 通力                        | 不適用                      |
| 石籬（一）邨 | 石安樓（第1座） （英語：Shek On House）  | 圍乪街8號    | 和諧一型第二款 （第一代）    | 1994年   | 38                    | 18                                      | 681                | 房屋署總建築師（1）                      | 錦和建築   | 2              | 通力                        | 不適用                      |
| 石籬（二）邨 | 石華樓（第2座） （英語：Shek Wah House）  | 梨貝街2號    | 和諧一型第一款 （第一代）    | 1994年   | 38                    | 18                                      | 665                | 房屋署總建築師（1）                      | 禮頓建築   | 3              | 英國通用電氣-捷運           | 不適用                      |
| 石籬（二）邨 | 石佳樓（第3座） （英語：Shek Kai House）  | 梨貝街4號    | 和諧一型第二款 （第一代）    | 1994年   | 38                    | 18                                      | 656                | 房屋署總建築師（1）                      | 禮頓建築   | 3              | 英國通用電氣-捷運           | 不適用                      |
| 石籬（二）邨 | 石富樓（第6座） （英語：Shek Fu House）  | 大白田街10號 | 和諧一型第六款 （第三代半）  | 2000年   | 40                    | 20（其餘樓層） 19（19樓）               | 799                | 房屋署總建築師（1）                      | 俊和集團   | 7              | LG                          | 不適用                      |
| 石籬（二）邨 | 石祥樓（第7座） （英語：Shek Cheung House）  | 大白田街12號 | 和諧一型第六款 （第三代半）  | 2000年   | 40                    | 20（其餘樓層） 19（19樓）               | 799                | 房屋署總建築師（1）                      | 俊和集團   | 7              | 東芝                        | 不適用                      |
| 石籬（二）邨 | 石廣樓（第9座） （英語：Shek Kwong House）  | 石梨街15號   | 和諧一型第六款 （第三代半）  | 2002年   | 40                    | 20（其餘樓層） 19（19樓）               | 799                | 房屋署總建築師（1）                      | 俊和集團   | 9              | 東芝                        | 不適用                      |
| 石籬（二）邨 | 石榮樓（第8座） （英語：Shek Wing House）  | 石梨街11號   | 和諧一型第六款 （第三代半）  | 2002年   | 40                    | 20（其餘樓層） 19（19樓）               | 799                | 房屋署總建築師（1）                      | 俊和集團   | 9              | LG                          | 不適用                      |
| 石籬（二）邨 | 石欣樓（第10座） （英語：Shek Yan House） | 石梨街17號   | 和諧3A型第一款 （第三代）    | 2002年   | 31                    | 16                                      | 480                | 房屋署總建築師（1）                      | 俊和集團   | 9              | LG                          | 不適用                      |
| 石籬（二）邨 | 石禧樓（第5座） （英語：Shek Hei House）  | 大白田街8號  | 小型單位大廈 （和諧式設計）  | 2000年   | 20                    | 30                                      | 600                | 房屋署總建築師（1）                      | 俊和集團   | 7              | 東芝                        | 不適用                      |
| 石籬（二）邨 | 石福樓（第16座） （英語：Shek Fook House） | 大白田街6號  | 小型單位大廈 （和諧式設計）  | 2000年   | 20                    | 18                                      | 360                | 房屋署總建築師（1）                      | 俊和集團   | 12             | 東芝                        | 不適用                      |
| 石籬（二）邨 | 石偉樓（第11座） （英語：Shek Wai House） | 石梨街6號    | 新和諧一型第七款             | 2007年   | 40                    | 20（其餘樓層） 19（19樓）               | 799                | 房屋署總建築師（1）                      | 西松建設   | 10             | 三菱                        | 不適用                      |
| 石籬（二）邨 | 石怡樓（第12座） （英語：Shek Yi House） | 石梨街8號    | 新和諧一型第六款             | 2007年   | 40                    | 20（其餘樓層） 19（19樓）               | 799                | 房屋署總建築師（1）                      | 西松建設   | 10             | 三菱                        | 不適用                      |
| 石籬（二）邨 | 石歡樓（第15座） （英語：Shek Foon House） | 石梨街38號   | 非標準設計大廈 （T型）       | 2013年   | 40                    | 21（其餘樓層） 20（19樓）               | 839                | 房屋署總建築師（1）                      | 協興建築   | （不設期數）   | 日立                        | 不適用                      |
| 石籬（二）邨 | 未命名樓宇（第13座）        | 石梨街10號   | 非標準設計大廈 （十字型）    | 2027年   | 45                    | （待補）                                | （待補）           | 房屋署總建築師（1）、 關黃建築師有限公司 | 有利建築   | 5、6           | 奧的斯                      | 不適用                      |
| 石籬（二）邨 | 未命名樓宇（第14座）        | 石梨街12號   | 非標準設計大廈 （十字型）    | 2027年   | 45                    | （待補）                                | （待補）           | 房屋署總建築師（1）、 關黃建築師有限公司 | 有利建築   | 5、6           | 奧的斯                      | 不適用                      |

（註：上述座號是以房屋署Estate Property的記錄及房屋署圖則查閱網為依歸）
以粗體標註的樓宇設有供1-2人住戶入住的「劏房」，主要用作編配給受同邨、葵涌邨及梨木樹邨重建影響的居民。此外，石籬（一）邨除石泰樓及石安樓外所有大廈均採用美式編層法（即不設1樓）；石泰樓、石安樓及石籬（二）邨所有大廈則採用英式編層法（即設有1樓）。

#### 石籬中轉房屋
| 樓宇名稱 | 門牌號碼   | 樓宇類型 | 落成年份 | 拆卸年份 | 住宅層數 | 每層伙數                                                            | 每座單位總數（伙） | 承建商                   | 期數 | 提供升降機的廠商 （原有） | 提供升降機的廠商 （後期加裝) |
| -------- | ---------- | -------- | -------- | -------- | -------- | ------------------------------------------------------------------- | ------------------ | ------------------------ | ---- | ------------------------- | ---------------------------- |
| 第10座   | 石梨街12號 | 第四型   | 1966年   | 2023年   | 17       | 71（4, 6-7, 9-10, 12-13, 15-16樓） 69（5,8,11,14,17樓） 46（2-3樓） | 1076               | 安利（蕭氏）建築有限公司 | 6    | 奧的斯                    | 三菱                         |
| 第11座   | 石梨街10號 | 第四型   | 1967年   | 2023年   | 16       | 55（2-3, 5-6, 8-9, 11-12, 14-15樓） 53（4,7,10,13,16樓）            | 815                | 安利（蕭氏）建築有限公司 | 5    | 奧的斯                    | 三菱                         |

所有樓宇均牽涉26座問題公屋醜聞，其混凝土強度未達高層單位20.7MPa或低層單位31MPa的標準。

#### 怡峰苑
| 樓宇名稱（座號） | 門牌號碼  | 樓宇類型 | 落成年份 | 樓宇層數 （住宅層數） | 每層伙數 | 單位數目（伙） | 承建商   | 提供升降機的廠商 |
| ---------------- | --------- | -------- | -------- | --------------------- | -------- | -------------- | -------- | ---------------- |
| 悅峰閣（A座）    | 寶梨街8號 | 新十字型 | 1999年   | 35 (1-35樓)           | 10       | 350            | 瑞安建業 | 富士達           |
| 豪峰閣（B座）    | 寶梨街8號 | 新十字型 | 1999年   | 35 (1-35樓)           | 10       | 350            | 瑞安建業 | 富士達           |

### 歷代樓宇
| 重建前的石籬邨 | 重建前的石籬邨 | 重建前的石籬邨 | 重建前的石籬邨 | 重建前的石籬邨 | 重建前的石籬邨           | 重建前的石籬邨           | 重建前的石籬邨           | 重建前的石籬邨 | 重建前的石籬邨               | 重建前的石籬邨                                        |
| 樓宇名稱       | 樓宇類型       | 落成年份       | 改建年份       | 拆卸年份       | 承建商                   | 提供升降機的廠商(更新前) | 提供升降機的廠商(更新後) | 屋邨區別       | 重建後原地所屬的樓宇／建築   | 安置屋邨                                              |
| -------------- | -------------- | -------------- | -------------- | -------------- | ------------------------ | ------------------------ | ------------------------ | -------------- | ---------------------------- | ----------------------------------------------------- |
| 第1座          | 第五型         | 1968年         | （不適用）     | 2001年         | 順興建築                 | 英國通用電氣-快而安      | [不適用]                 | 石籬（一）邨   | 石排街公園 慈幼葉漢千禧小學  | 石蔭邨                                                |
| 第2座          | 第五型         | 1968年         | （不適用）     | 2001年         | 順興建築                 | 英國通用電氣-快而安      | [不適用]                 | 石籬（一）邨   | 石排街公園 慈幼葉漢千禧小學  | 石蔭邨                                                |
| 第3座          | 第五型         | 1968年         | （不適用）     | 2001年         | 順興建築                 | 英國通用電氣-快而安      | [不適用]                 | 石籬（一）邨   | 石排街公園 慈幼葉漢千禧小學  | 石蔭邨                                                |
| 第4座          | 第四型         | 1966年         | （不適用）     | 1989年         | 安利（蕭氏）建築有限公司 | 三菱                     | [不適用]                 | 石籬（一）邨   | 石籬商場及街市 石安樓 石泰樓 | （同一屋邨）石興樓 長安邨 顯徑邨 長康邨 太和邨        |
| 第5座          | 第四型         | 1966年         | （不適用）     | 1989年         | 安利（蕭氏）建築有限公司 | 三菱                     | [不適用]                 | 石籬（一）邨   | 石籬商場及街市 石安樓 石泰樓 | （同一屋邨）石興樓 長安邨 顯徑邨 長康邨 太和邨        |
| 第6座          | 第四型         | 1966年         | （不適用）     | 1989年         | 安利（蕭氏）建築有限公司 | 三菱                     | [不適用]                 | 石籬（一）邨   | 石籬商場及街市 石安樓 石泰樓 | （同一屋邨）石興樓 長安邨 顯徑邨 長康邨 太和邨        |
| 第7座          | 第五型         | 1969年         | （不適用）     | 1995年         | 宏昌建築                 | 英國通用電氣-快而安      | [不適用]                 | 石籬（二）邨   | 石籬商場第二期               | （同一屋邨） 石華樓 石佳樓 安蔭邨                     |
| 第8座          | 第四型         | 1967年         | （不適用）     | 2001年         | 安利（蕭氏）建築有限公司 | 三菱                     | [不適用]                 | 石籬（二）邨   | 石偉樓 石怡樓                | 石蔭邨                                                |
| 第9座          | 第四型         | 1966年         | （不適用）     | 2001年         | 安利（蕭氏）建築有限公司 | 三菱                     | [不適用]                 | 石籬（二）邨   | 石偉樓 石怡樓                | 石蔭邨                                                |
| 第10座         | 第四型         | 1966年         | 1996年         | 2023年         | 安利（蕭氏）建築有限公司 | 三菱                     | 奧的斯                   | 石籬中轉房屋   | （兩幢未命名樓宇）           | 安蔭邨（原先住戶） 寶田邨為首不同屋邨（中轉房屋住戶） |
| 第11座         | 第四型         | 1967年         | 1995年         | 2023年         | 安利（蕭氏）建築有限公司 | 三菱                     | 奧的斯                   | 石籬中轉房屋   | （兩幢未命名樓宇）           | 安蔭邨（原先住戶） 寶田邨為首不同屋邨（中轉房屋住戶） |
| 第12座         | 第五型         | 1971年         | （不適用）     | 1998年         | 宏昌建築                 | 英國通用電氣-快而安      | [不適用]                 | 石籬（二）邨   | 石榮樓                       | （同一屋邨）石泰樓 石蔭東邨 葵盛東邨 葵芳邨           |
| 第14座         | 第五型         | 1970年         | （不適用）     | 1995年         | 宏昌建築                 | 英國通用電氣-快而安      | [不適用]                 | 石籬（二）邨   | 石禧樓                       | 安蔭邨                                                |
| 第15座         | 第五型         | 1970年         | （不適用）     | 1995年         | 宏昌建築                 | 英國通用電氣-快而安      | [不適用]                 | 石籬（二）邨   | 石富樓 石祥樓                | 安蔭邨                                                |
| 第16座         | 第五型         | 1971年         | （不適用）     | 1998年         | 宏昌建築                 | 英國通用電氣-快而安      | [不適用]                 | 石籬（二）邨   | 石欣樓 石廣樓                | （同一屋邨）石泰樓 石蔭東邨 葵盛東邨 葵芳邨           |
| 福利中心       | 福利中心       | 待補           | 待補           | 待補           | 待補                     | 待補                     | 待補                     | 待補           | 石福樓                       | （不適用）                                            |

全邨樓宇均牽涉26座問題公屋醜聞，其中4及6座更是26座問題公屋之一，其混凝土強度未達高層單位20.7MPa或低層單位31MPa的標準，相關樓宇除10-11座外均已納入整體重建計劃下重建，另10-11座亦於2023年拆卸重建。

#### 屋邨圖片集

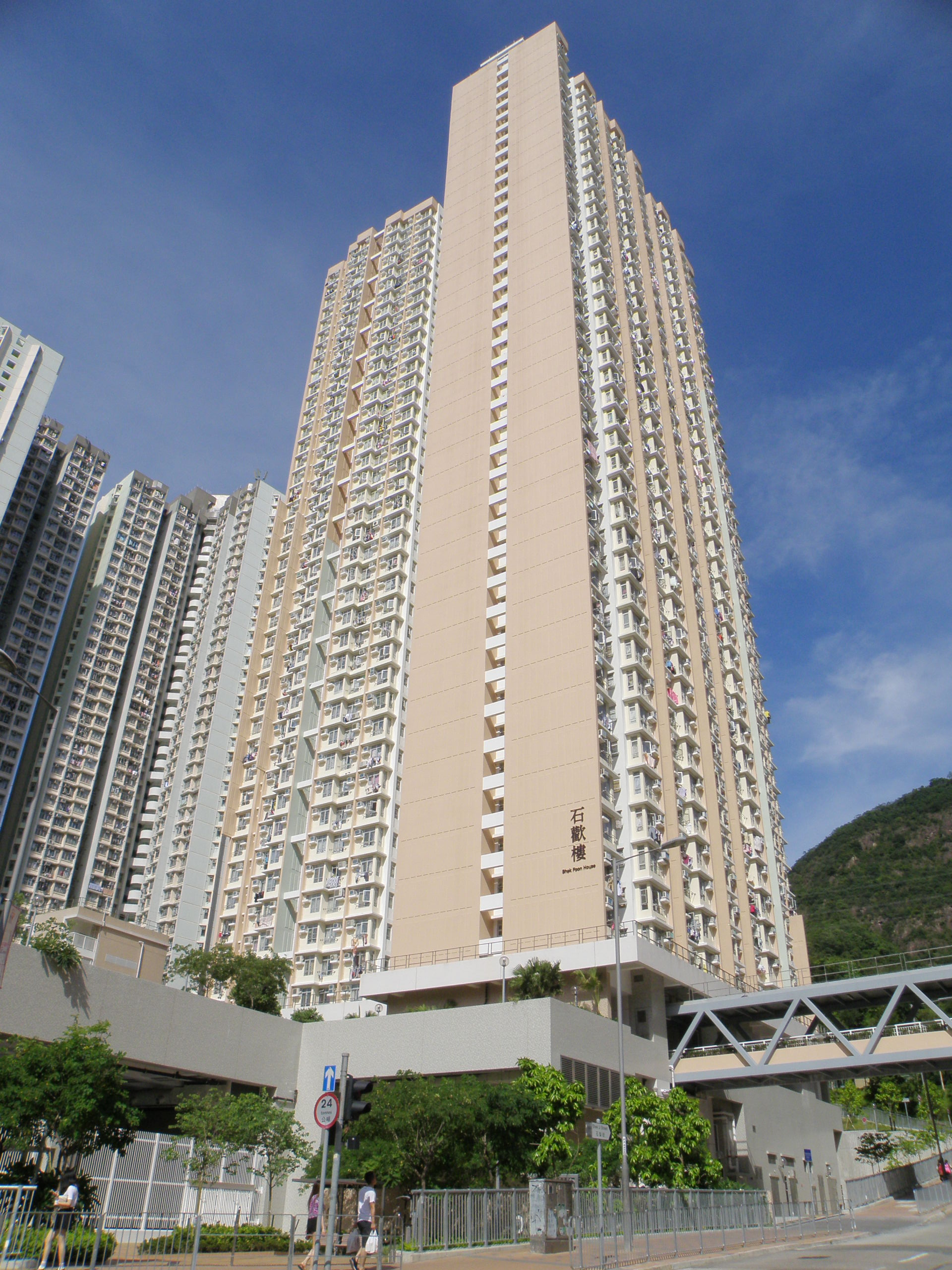
石籬（二）邨目前最後落成的石歡樓（2015年6月）
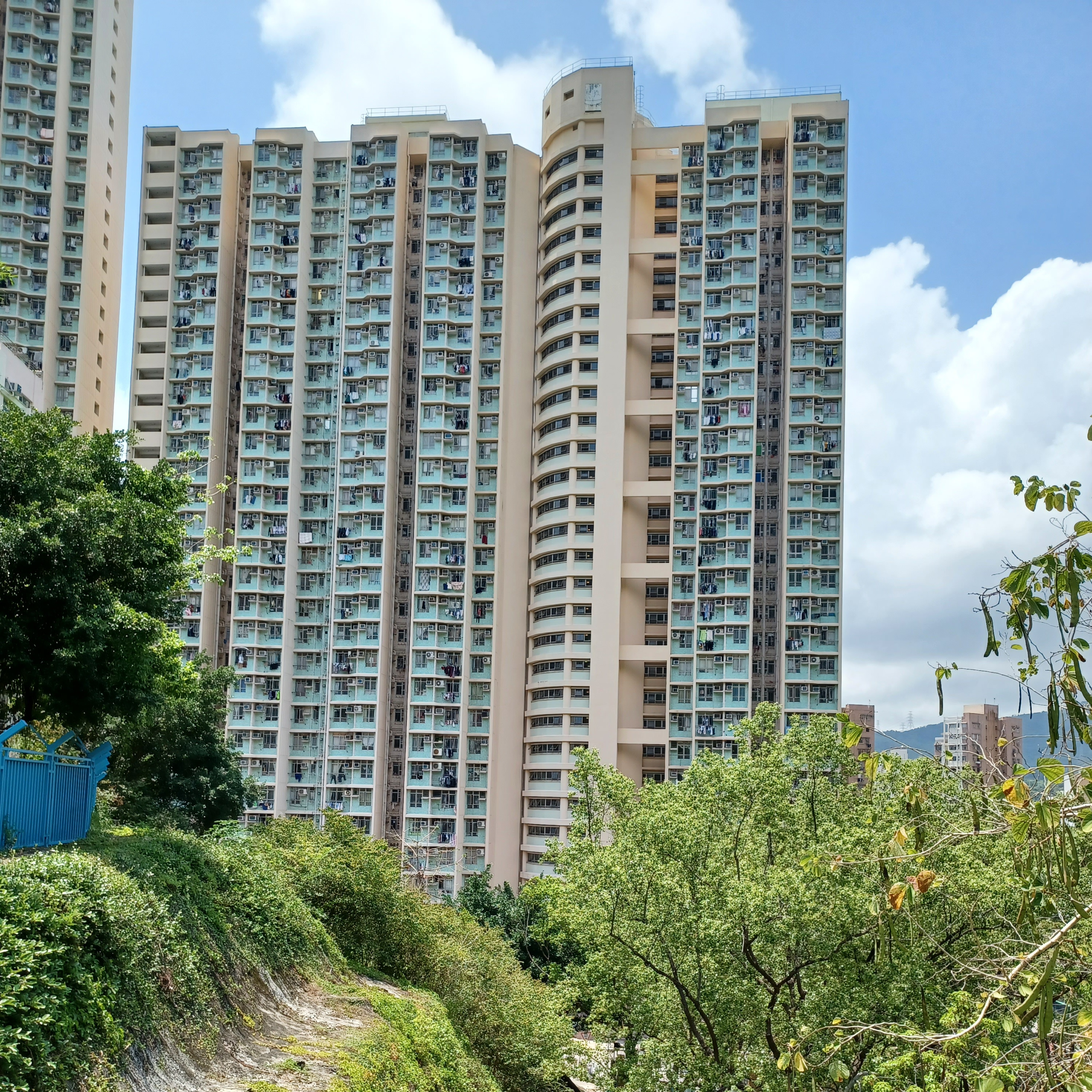
石籬（二）邨石欣樓
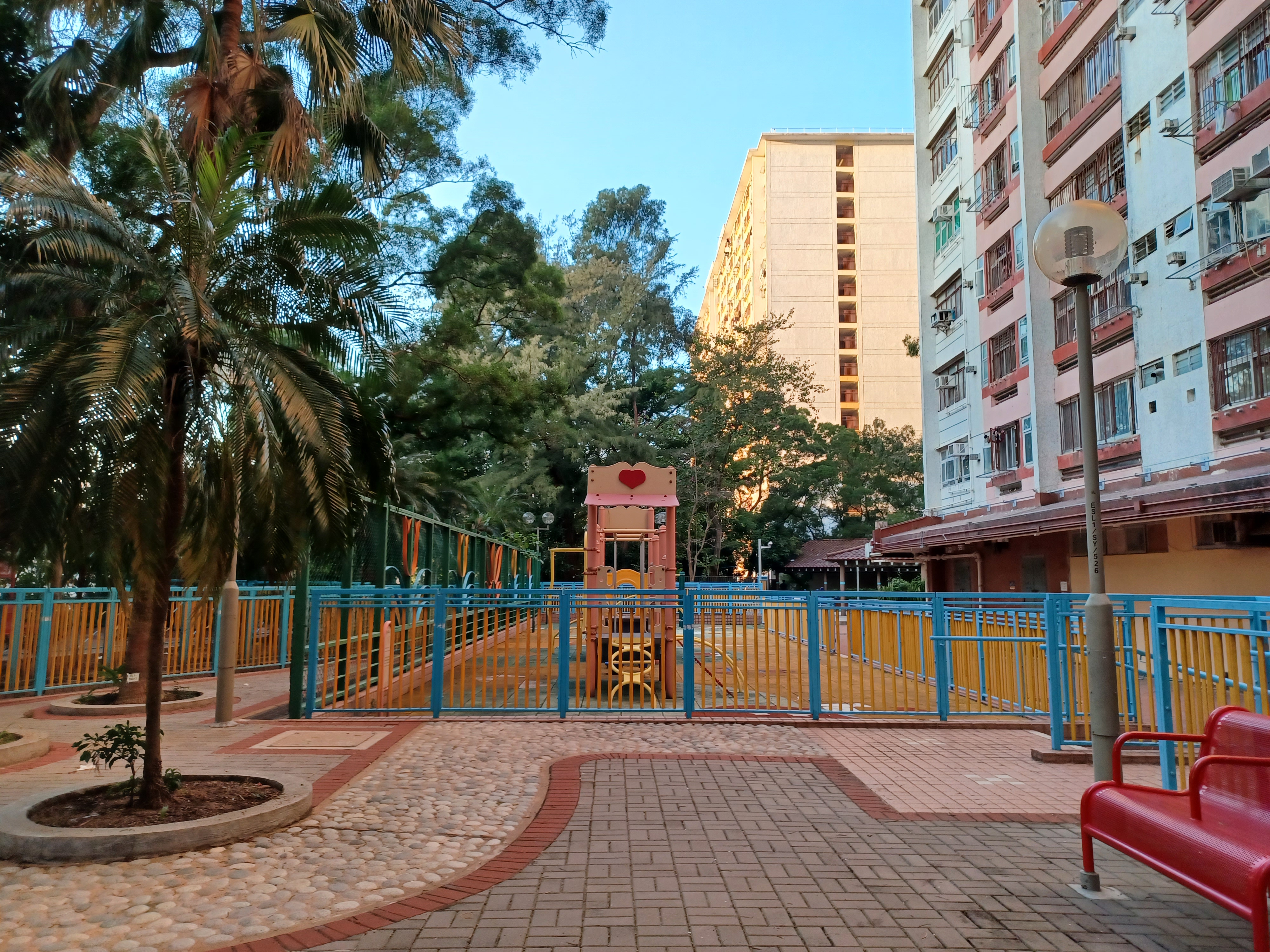
石籬（一）邨兒童遊樂場
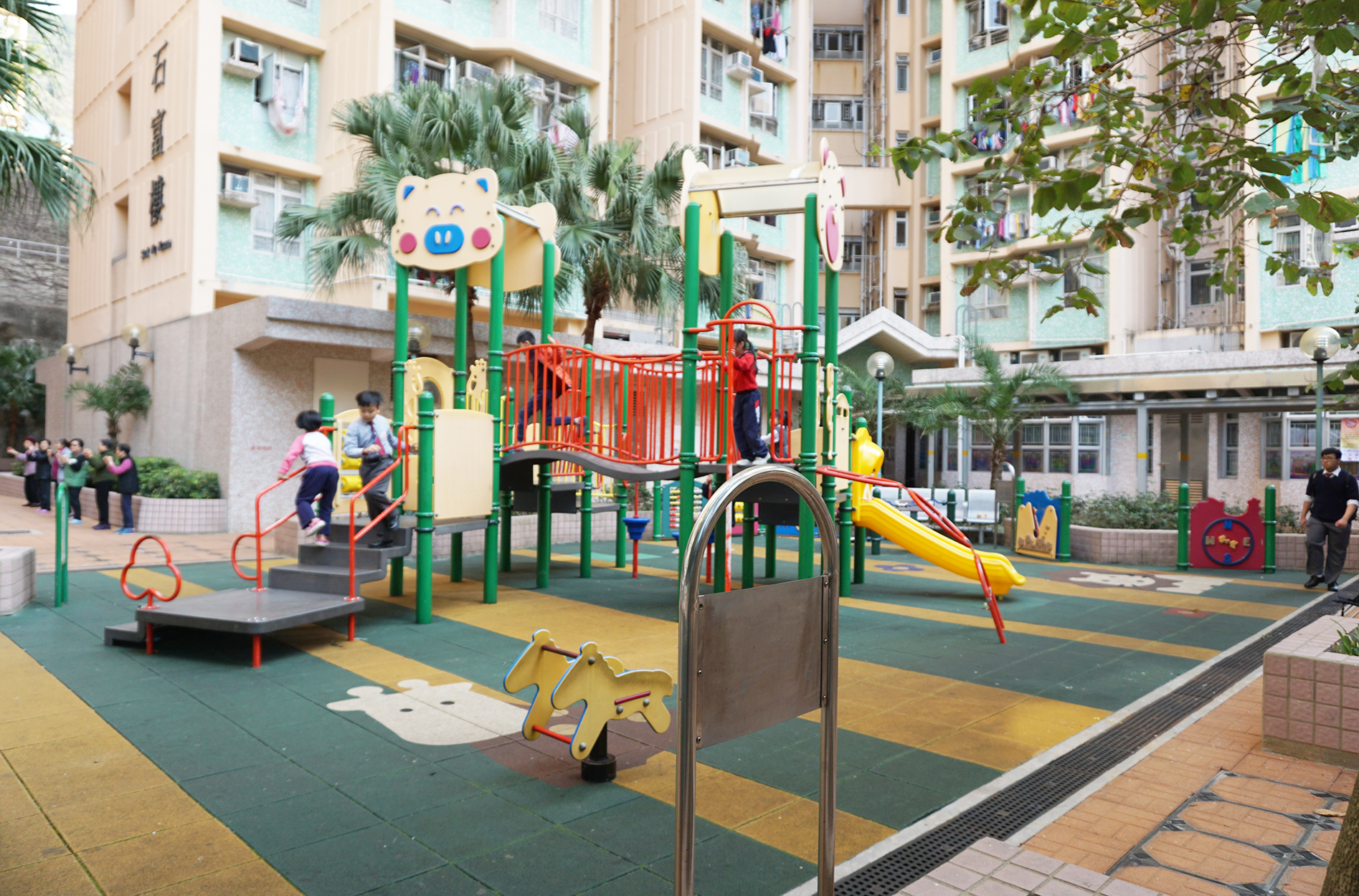
兒童遊樂場
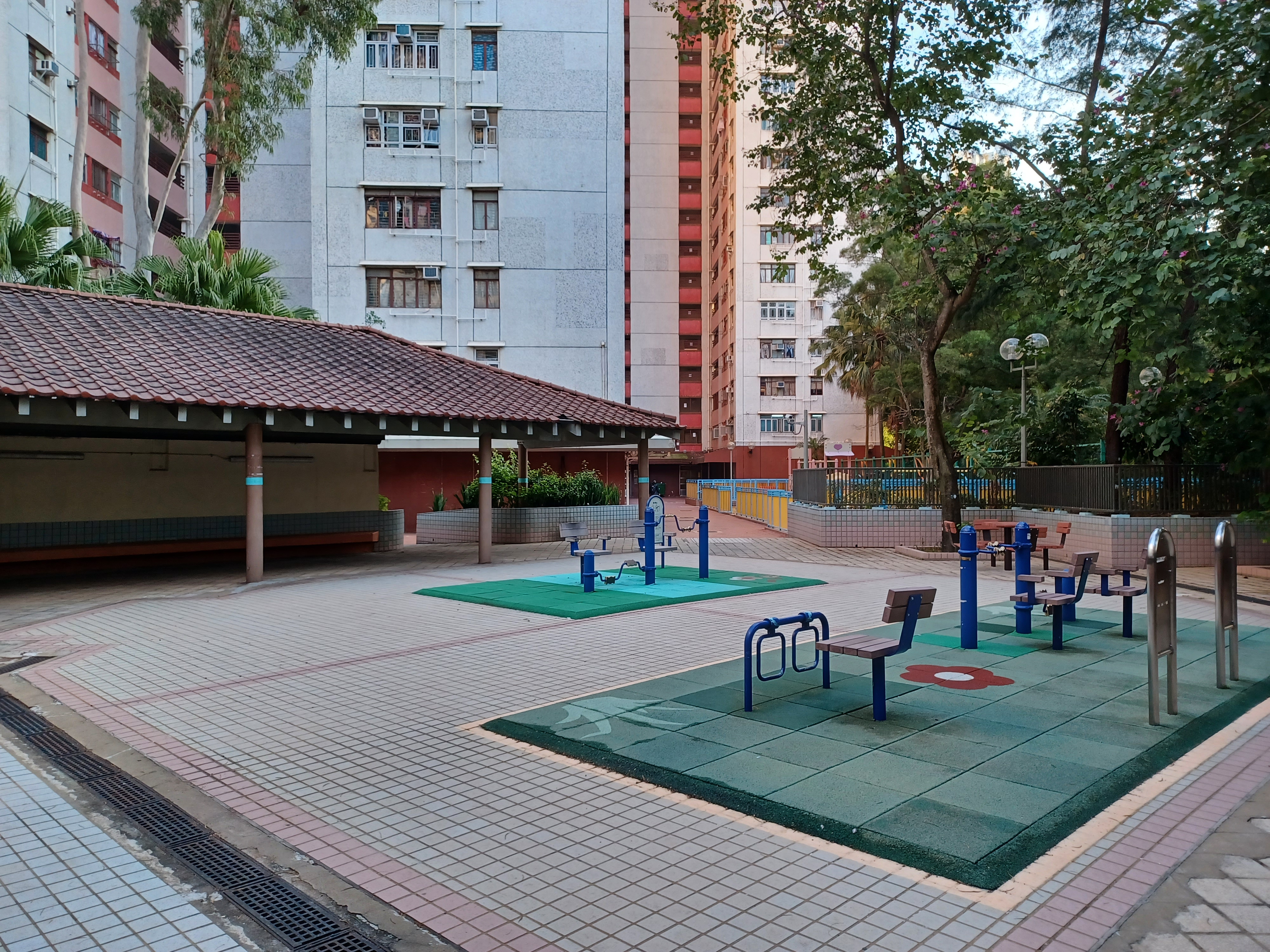
石籬（一）邨健體區
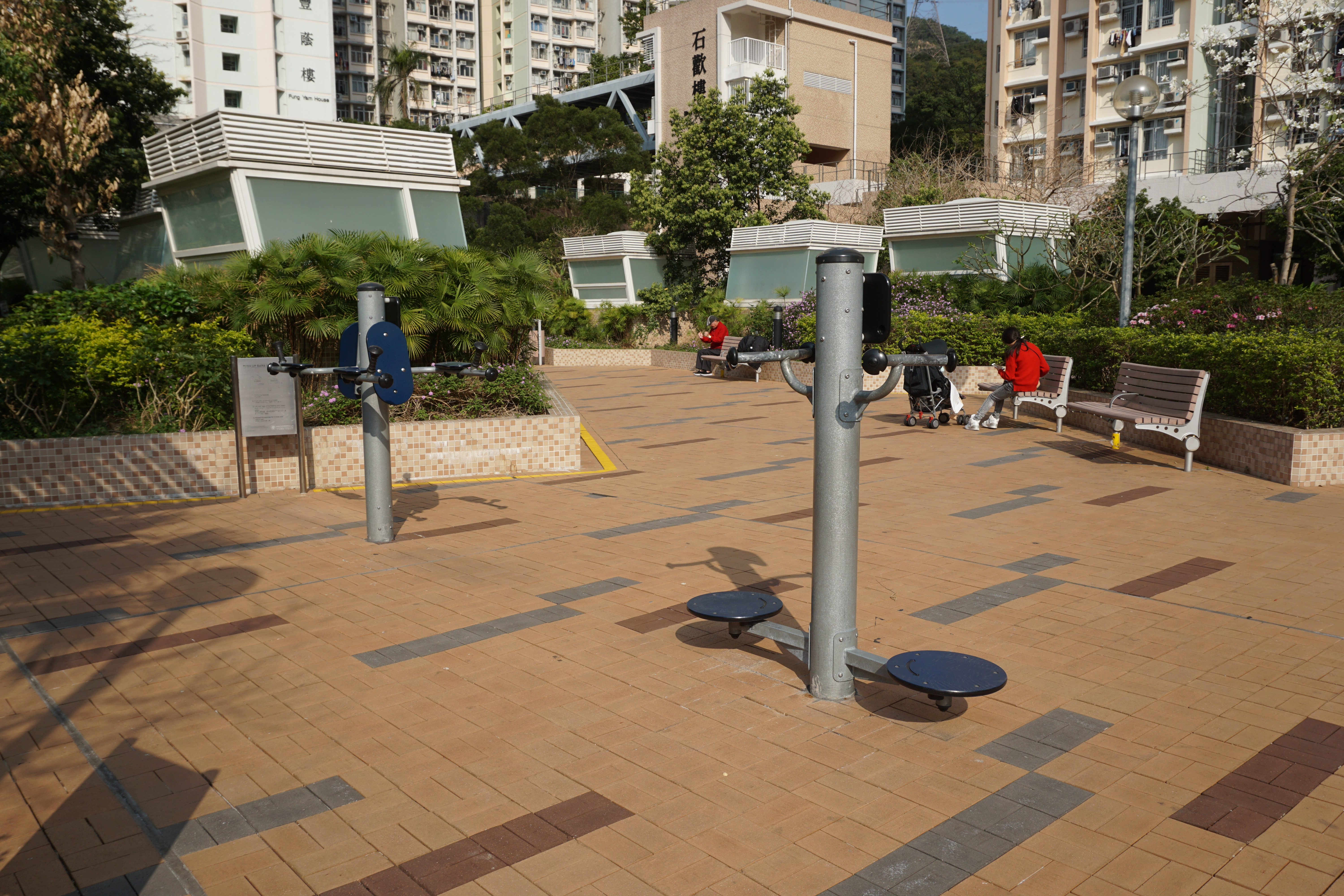
健體區
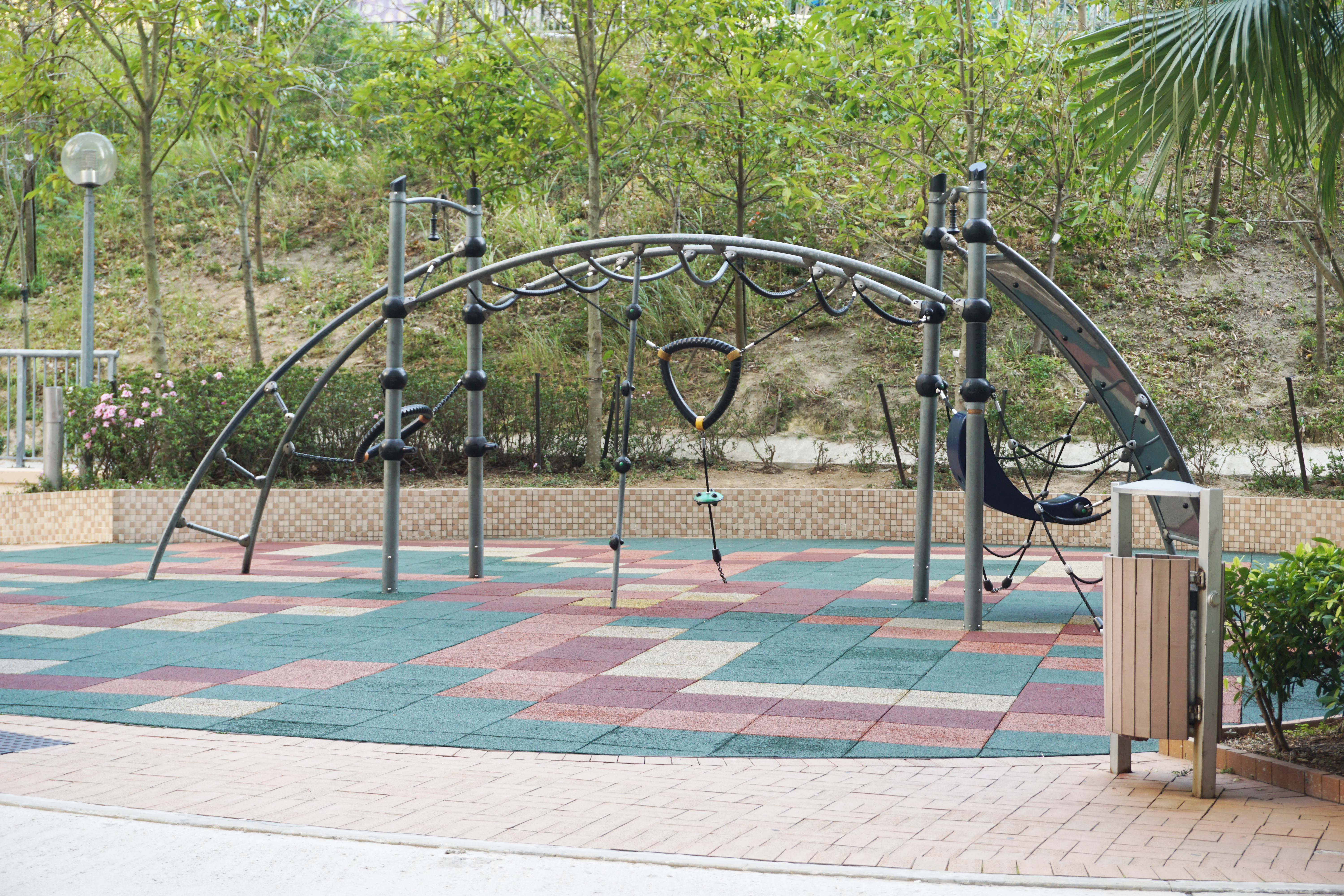
攀爬繩網
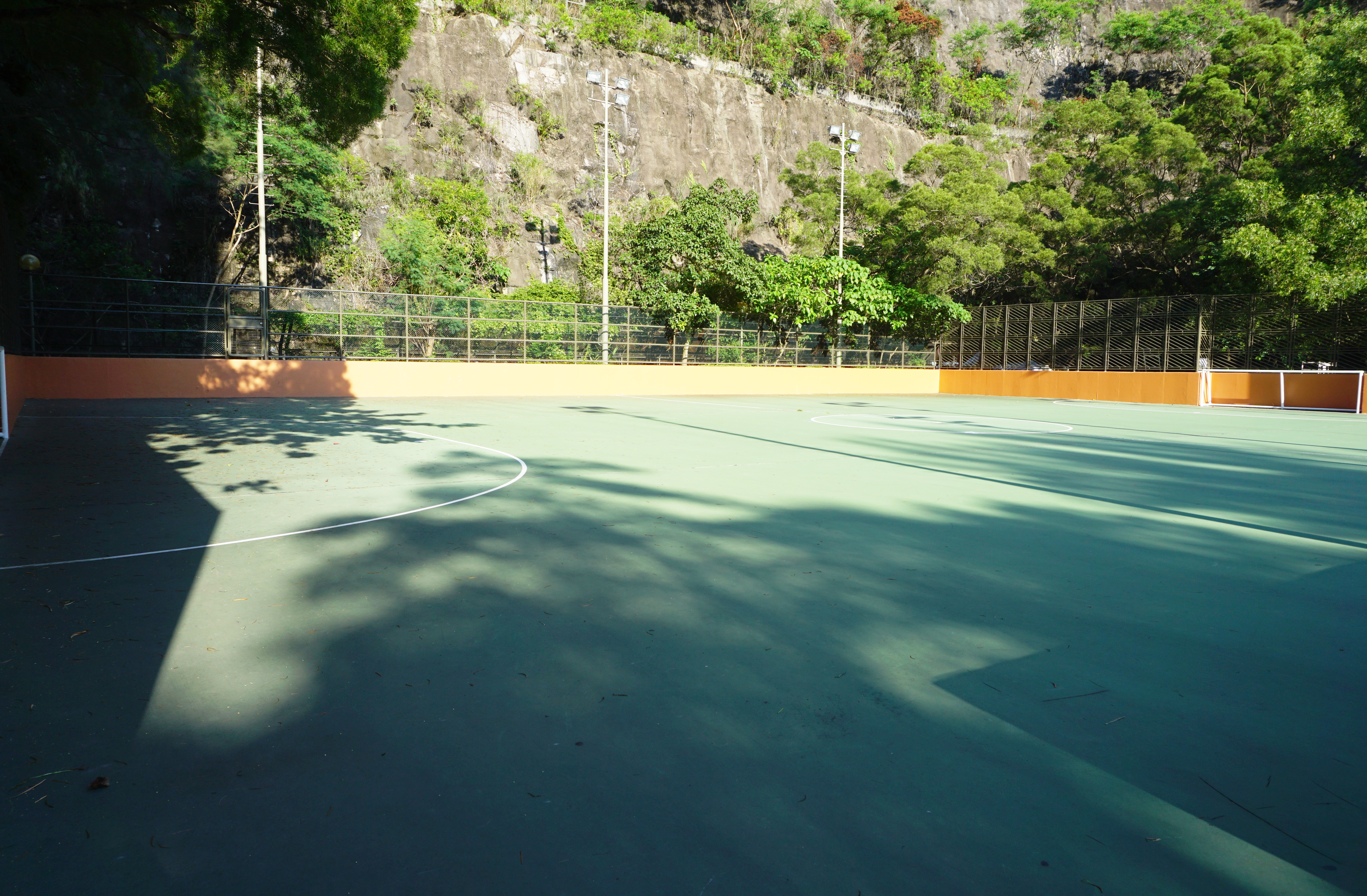
足球場
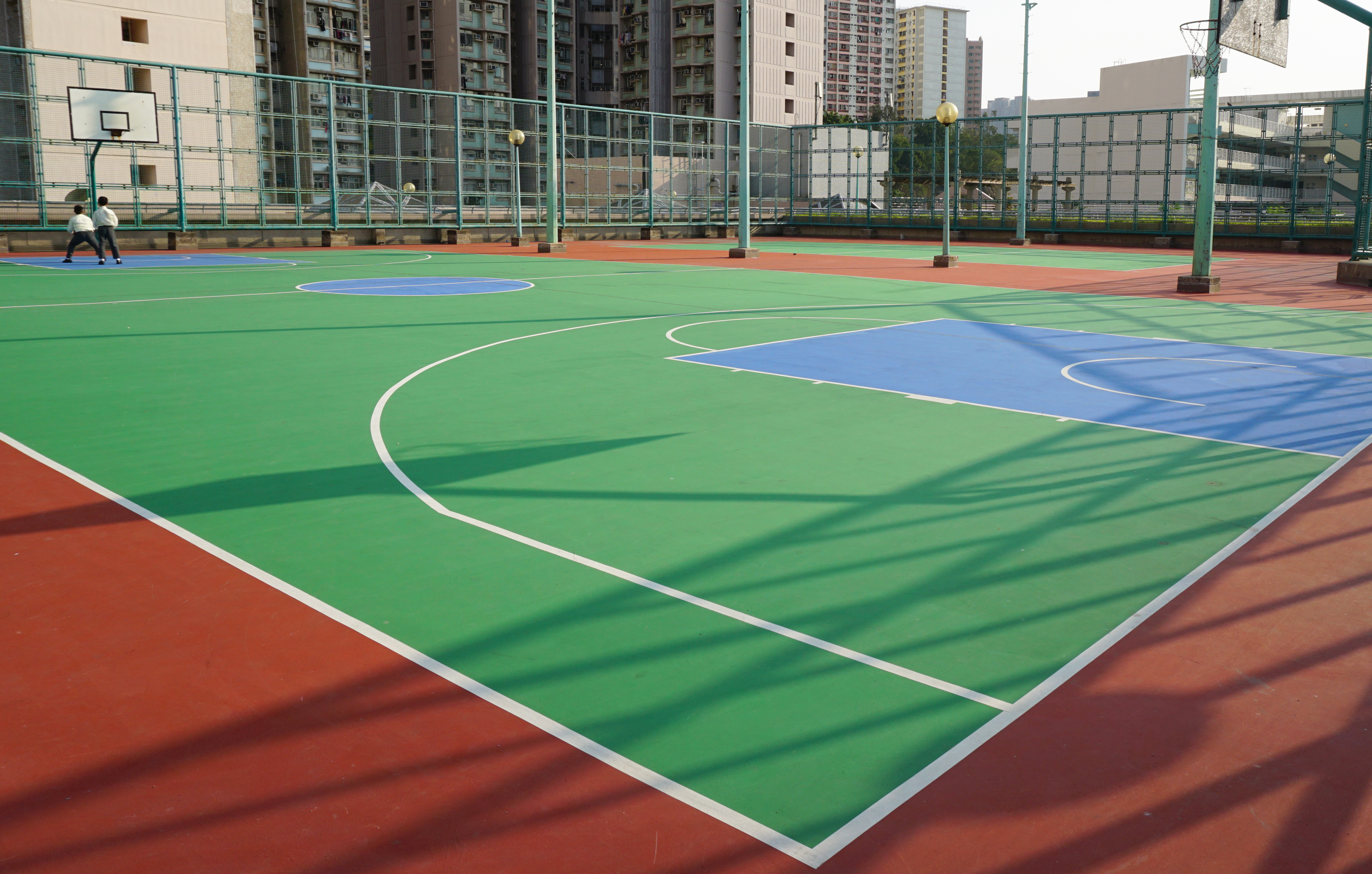
籃球及排球場
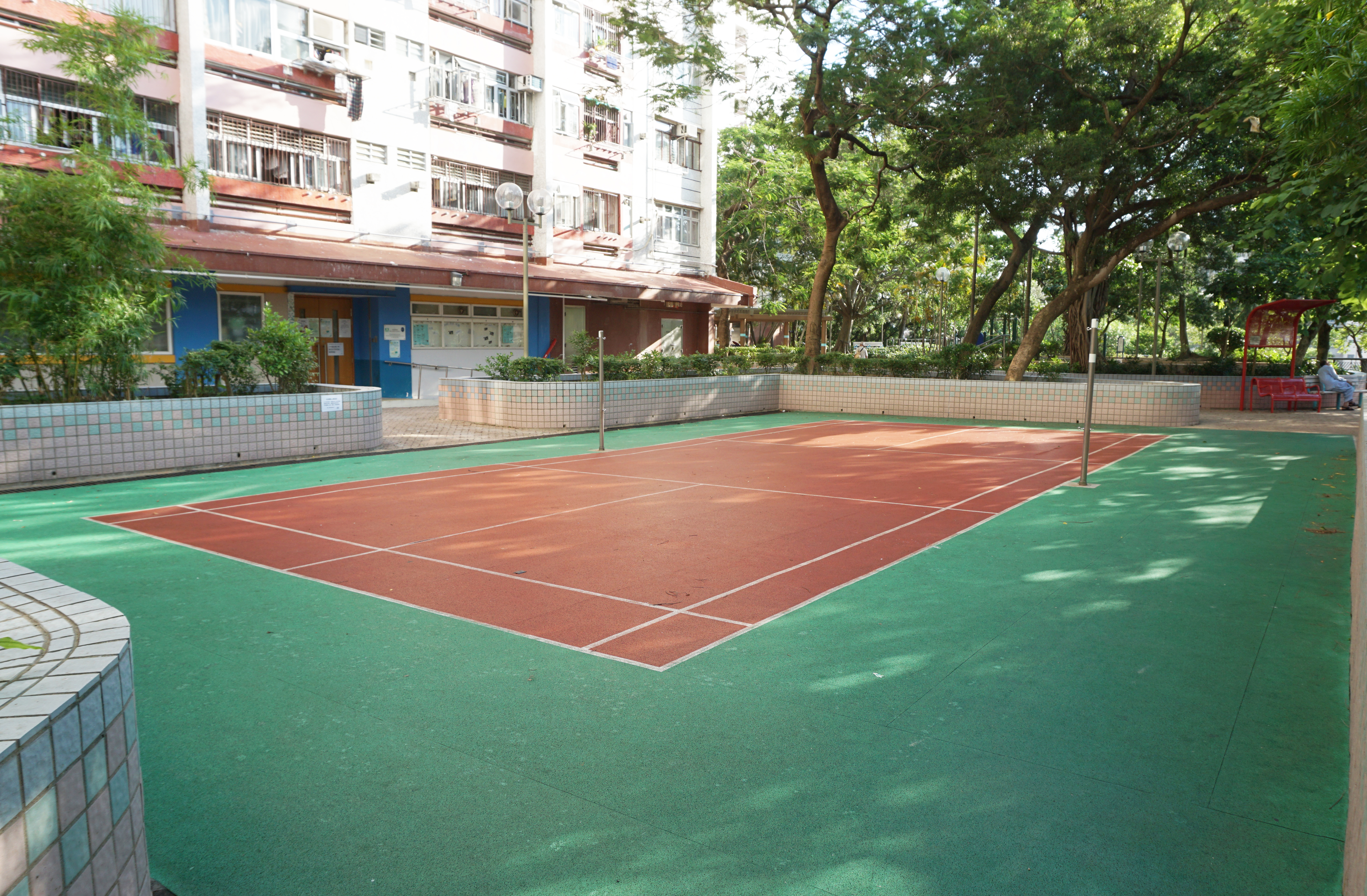
羽毛球場
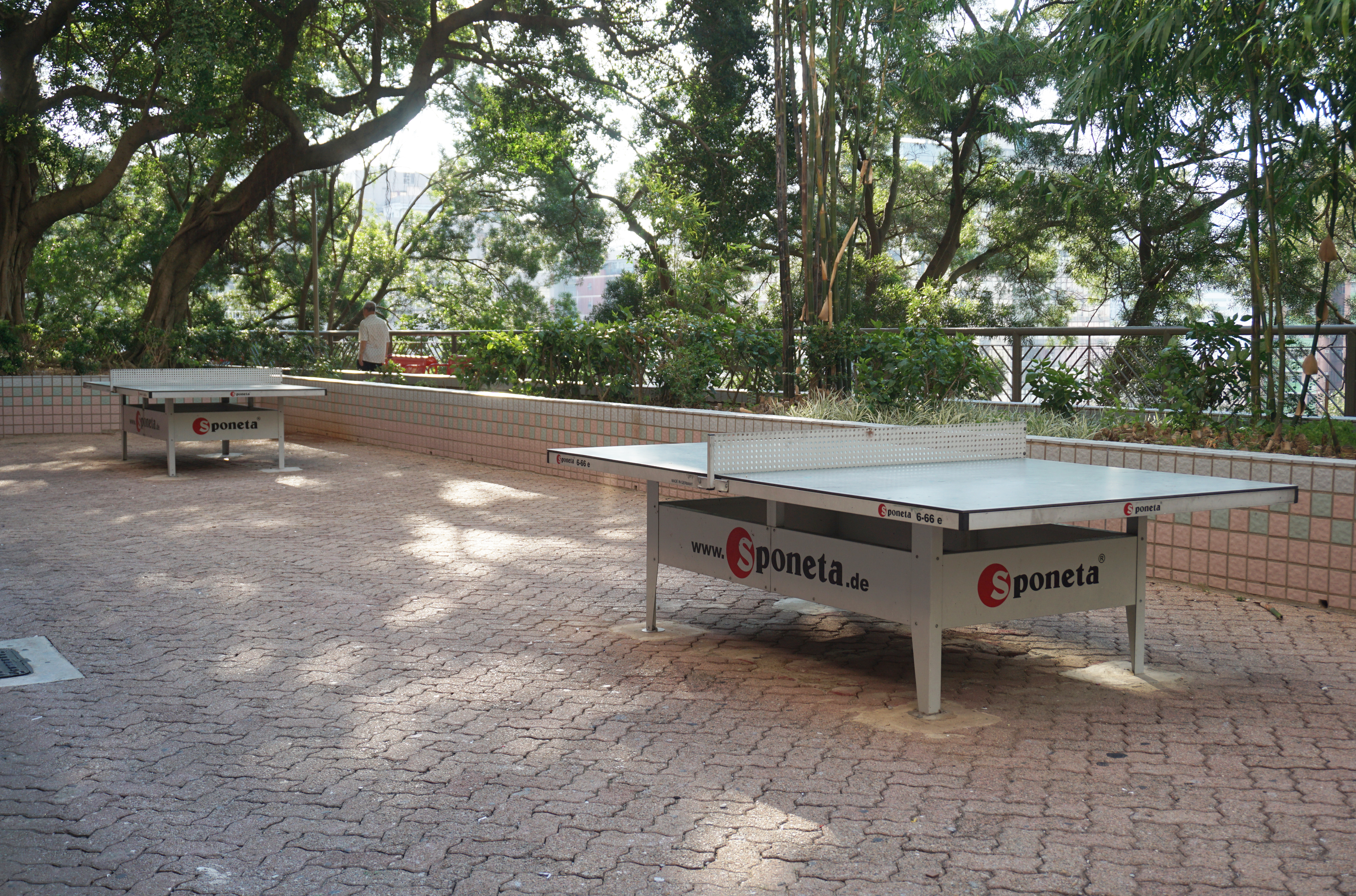
乒乓球桌
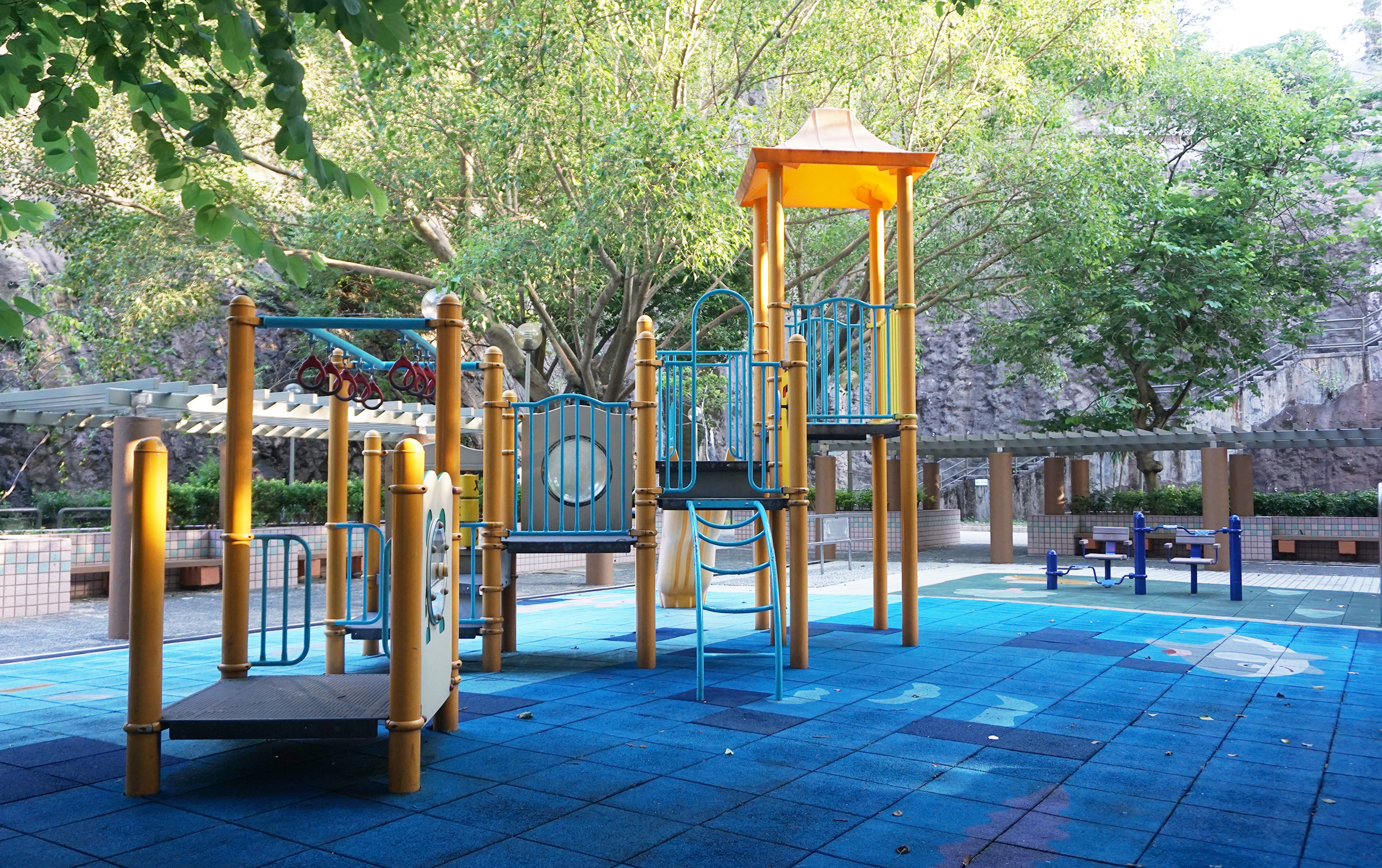
平衡吊環、健體區及卵石路步行徑
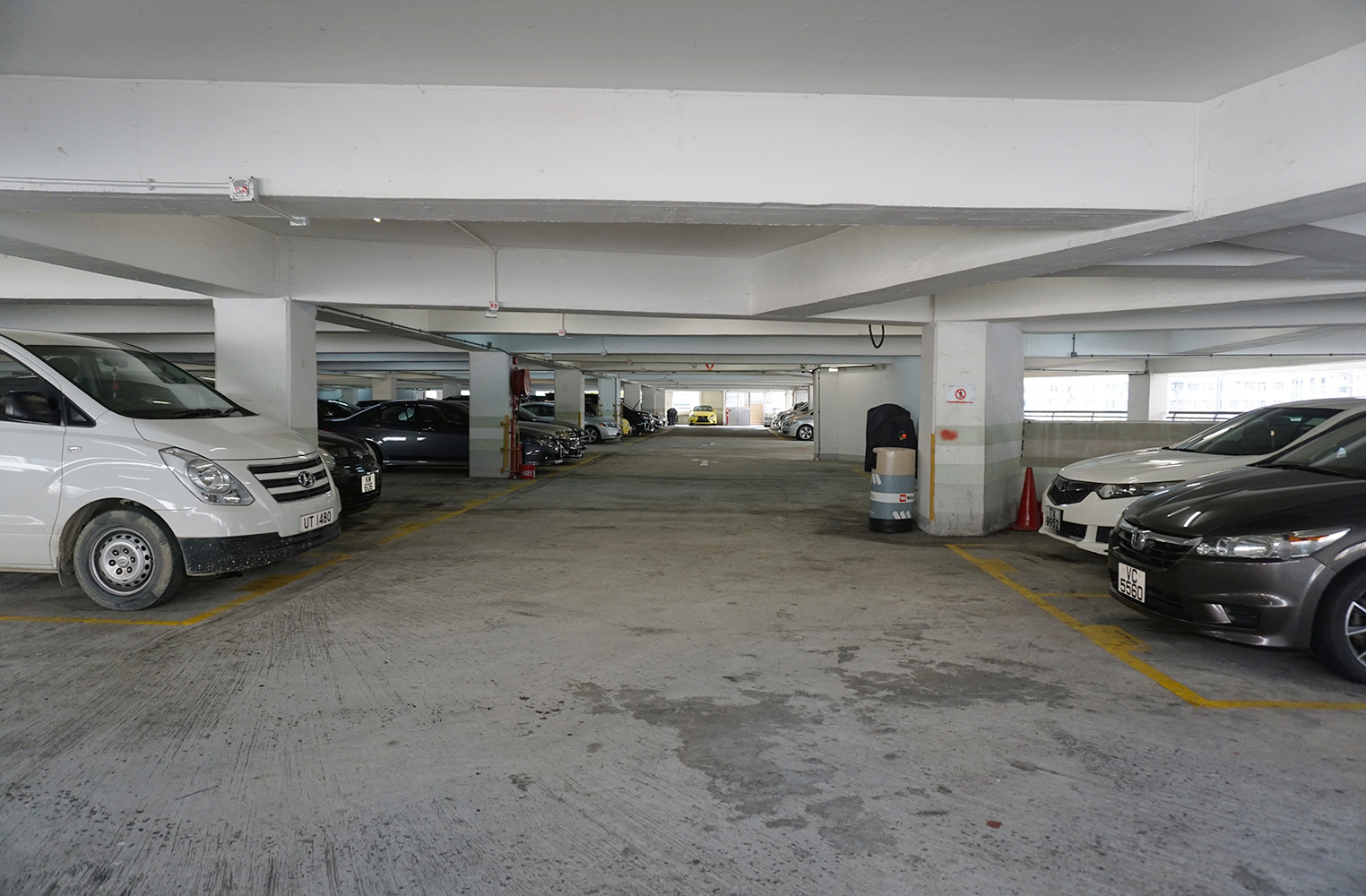
停車場
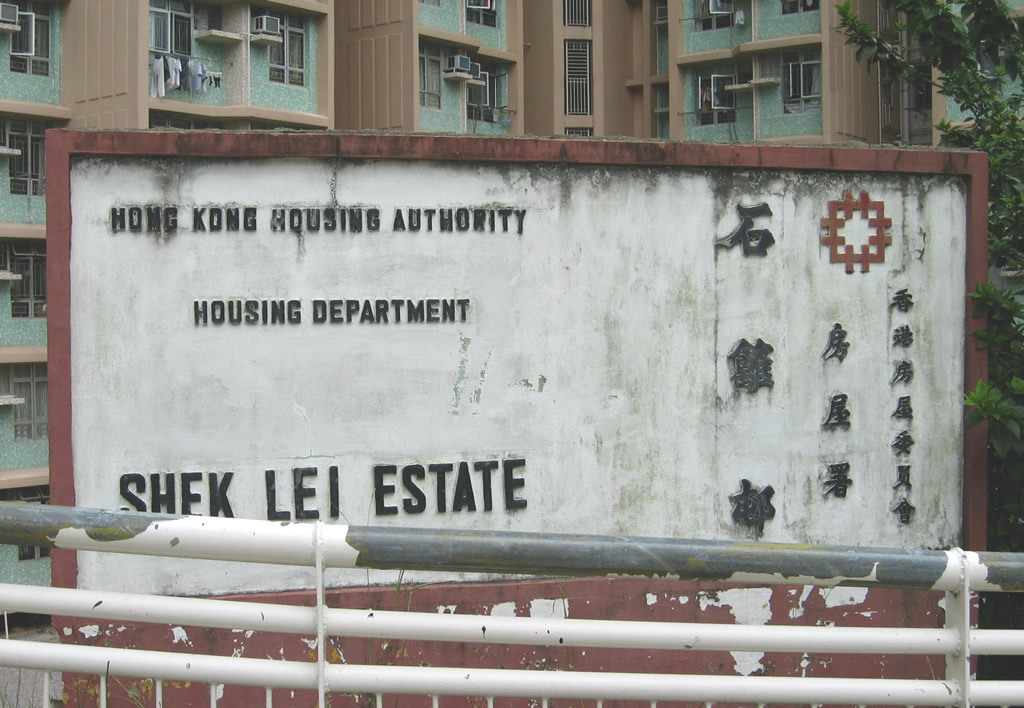
翻新前的石籬邨邨牌（2003年6月）
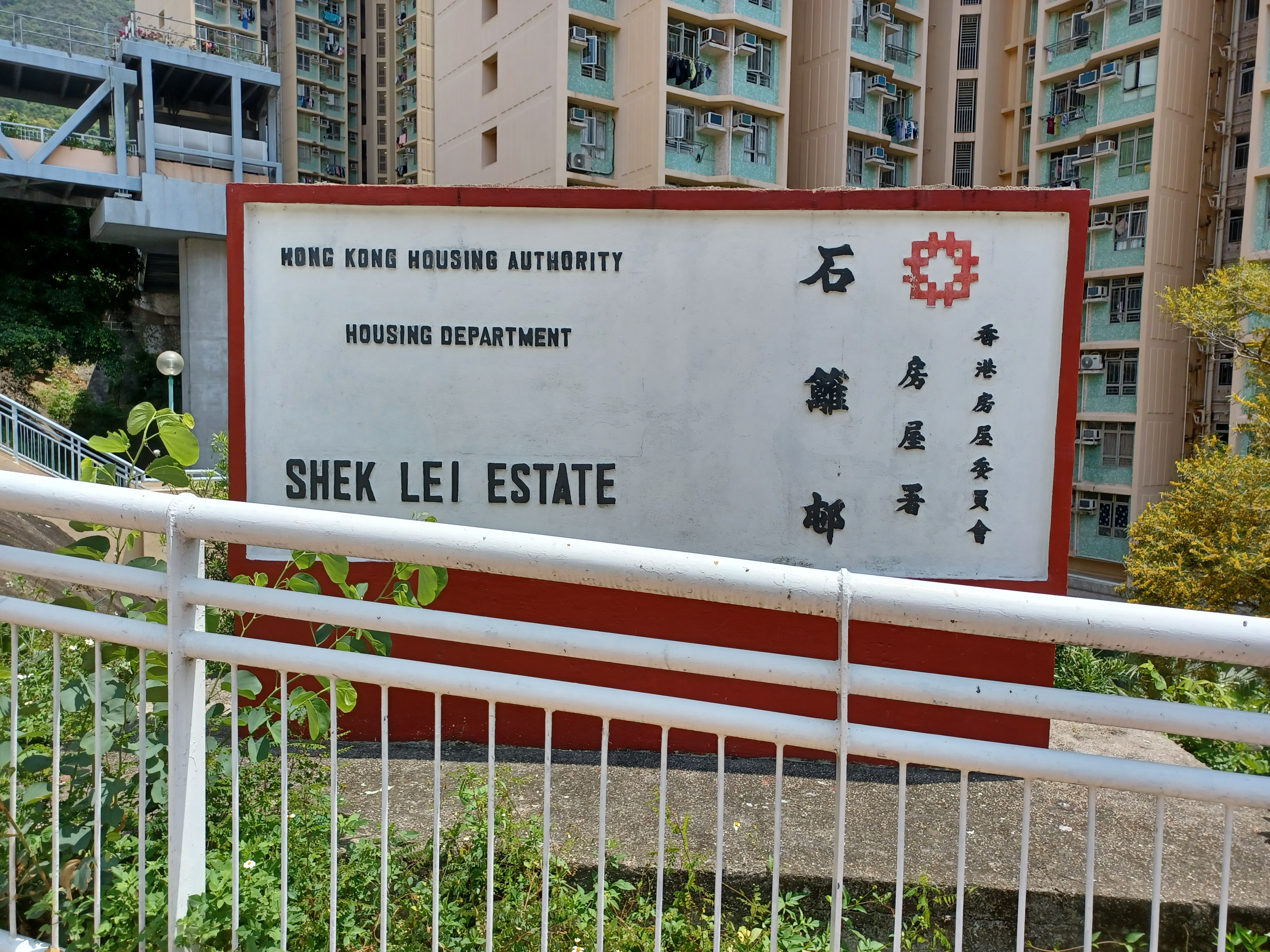
翻新後的石籬邨邨牌（2022年8月）
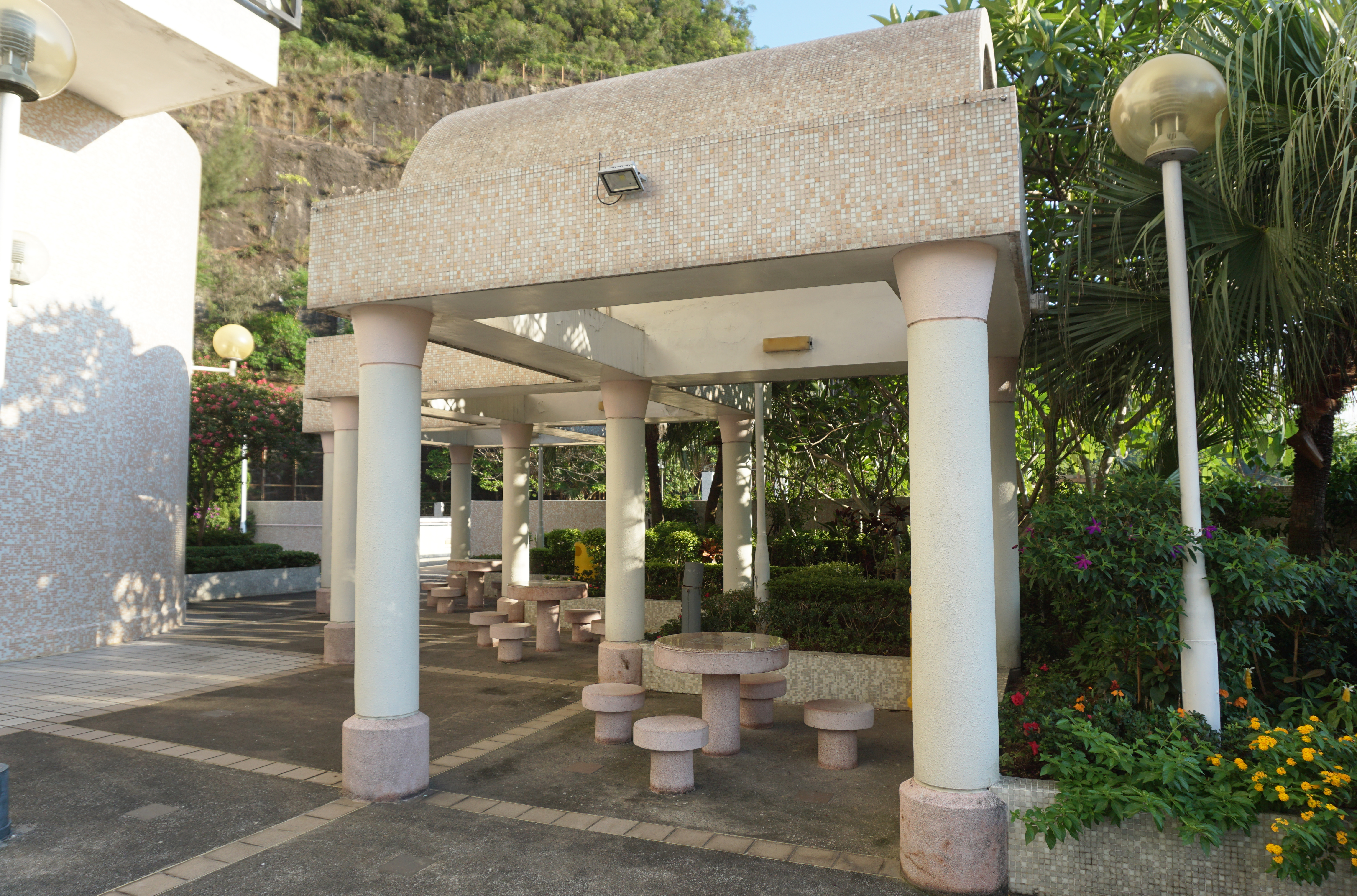
怡峰苑棋藝區
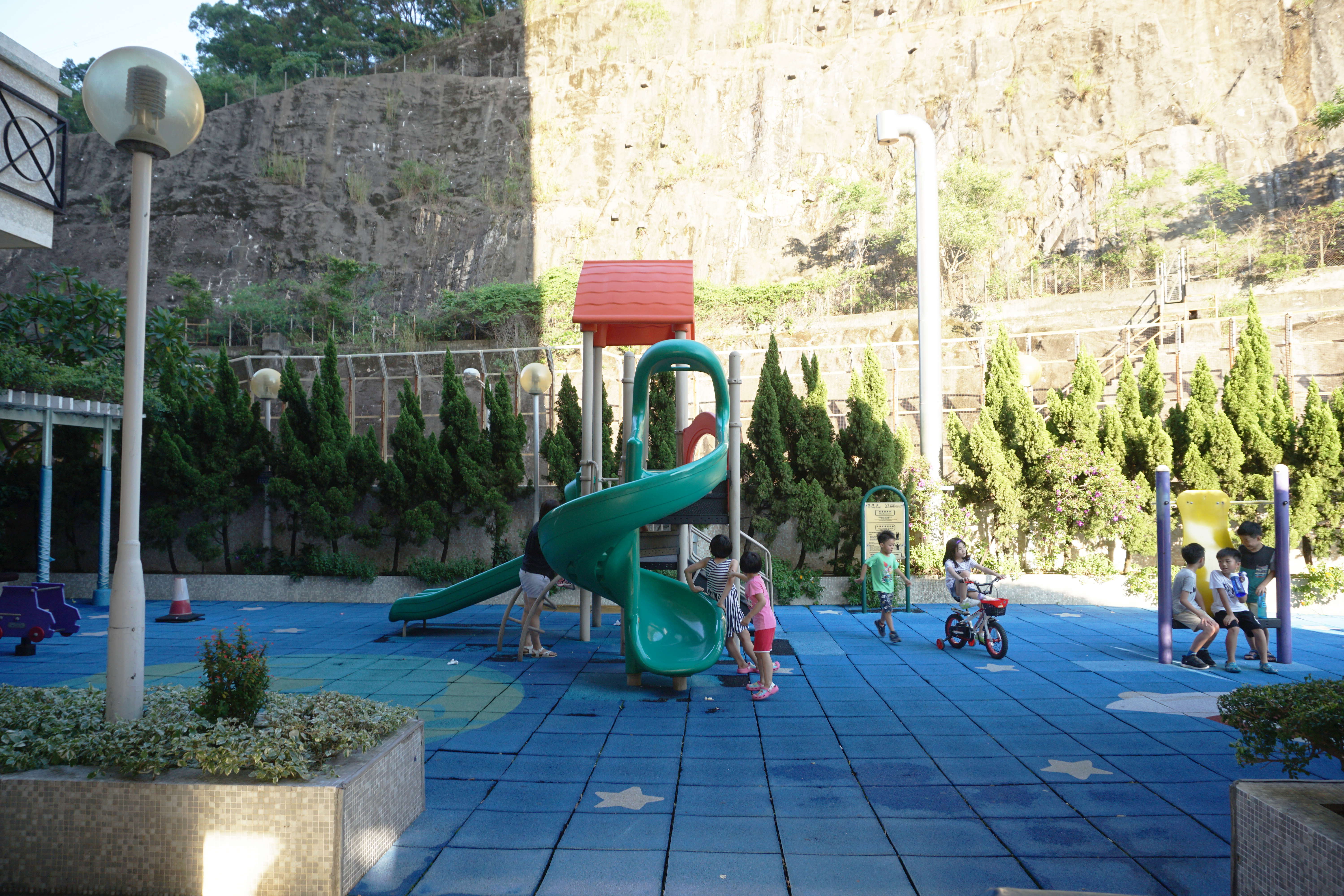
怡峰苑兒童遊樂場
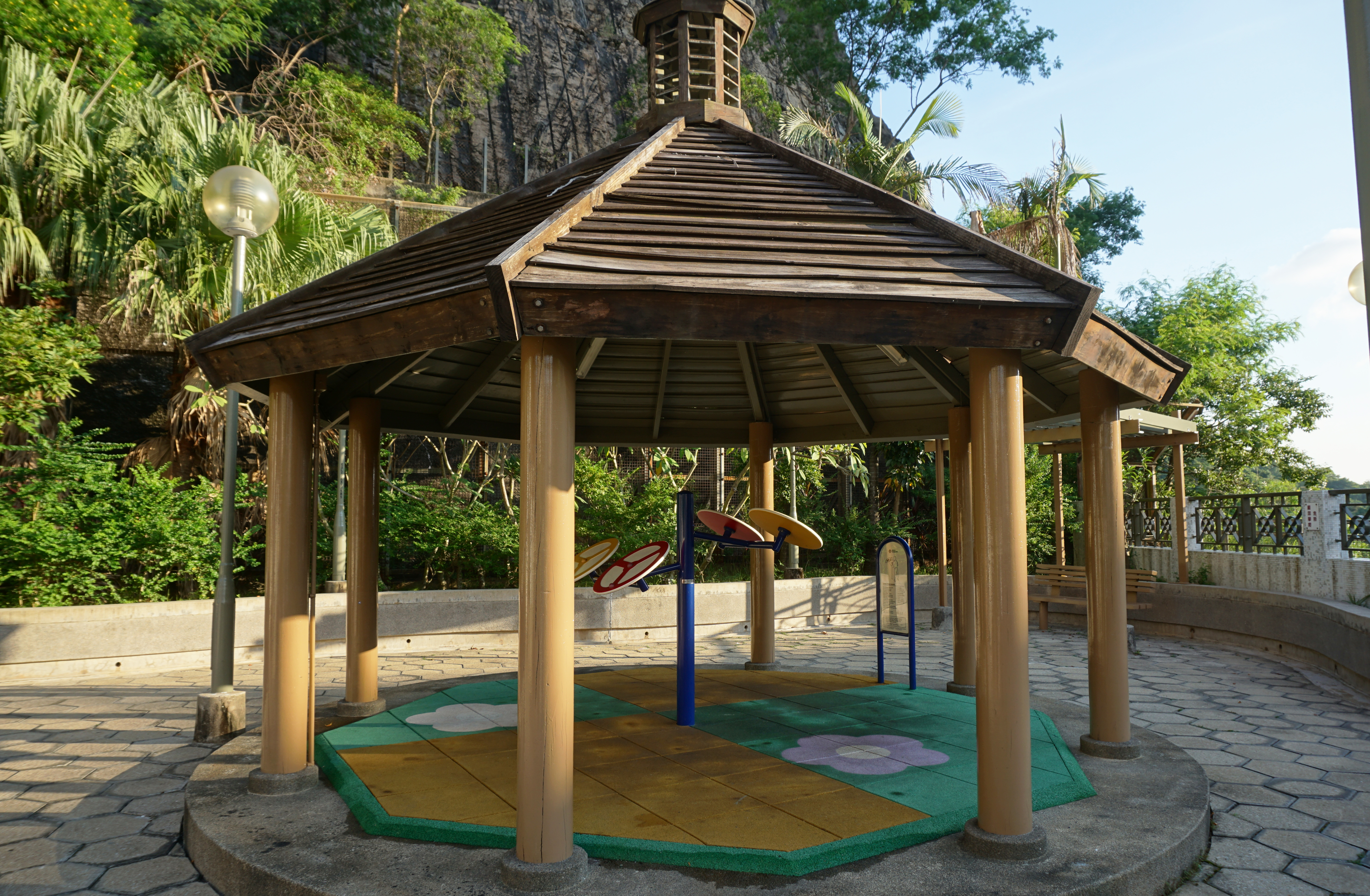
怡峰苑太極推手器

#### 第5、6期重建圖集

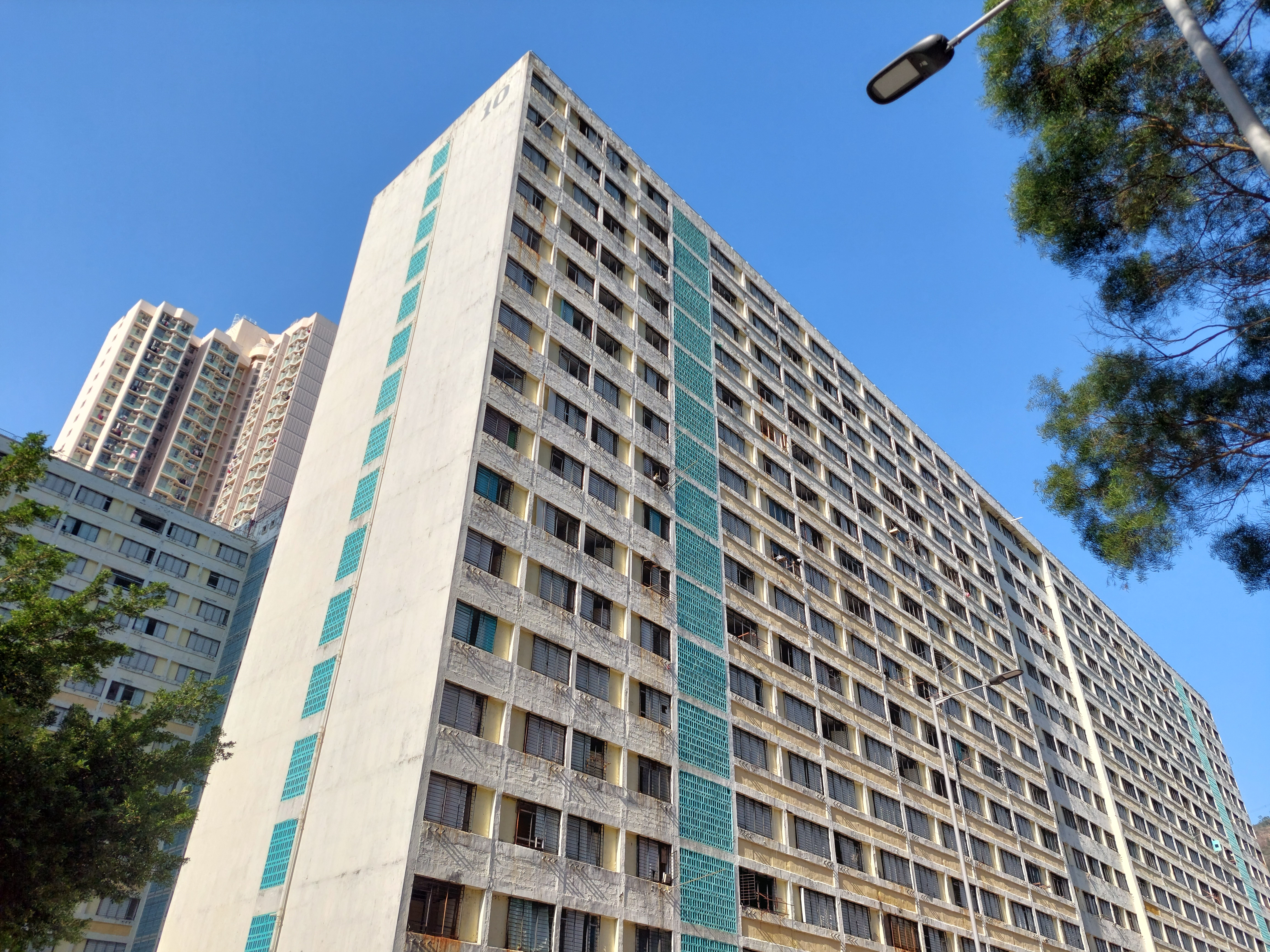
剛收回所有單位，2023年1月
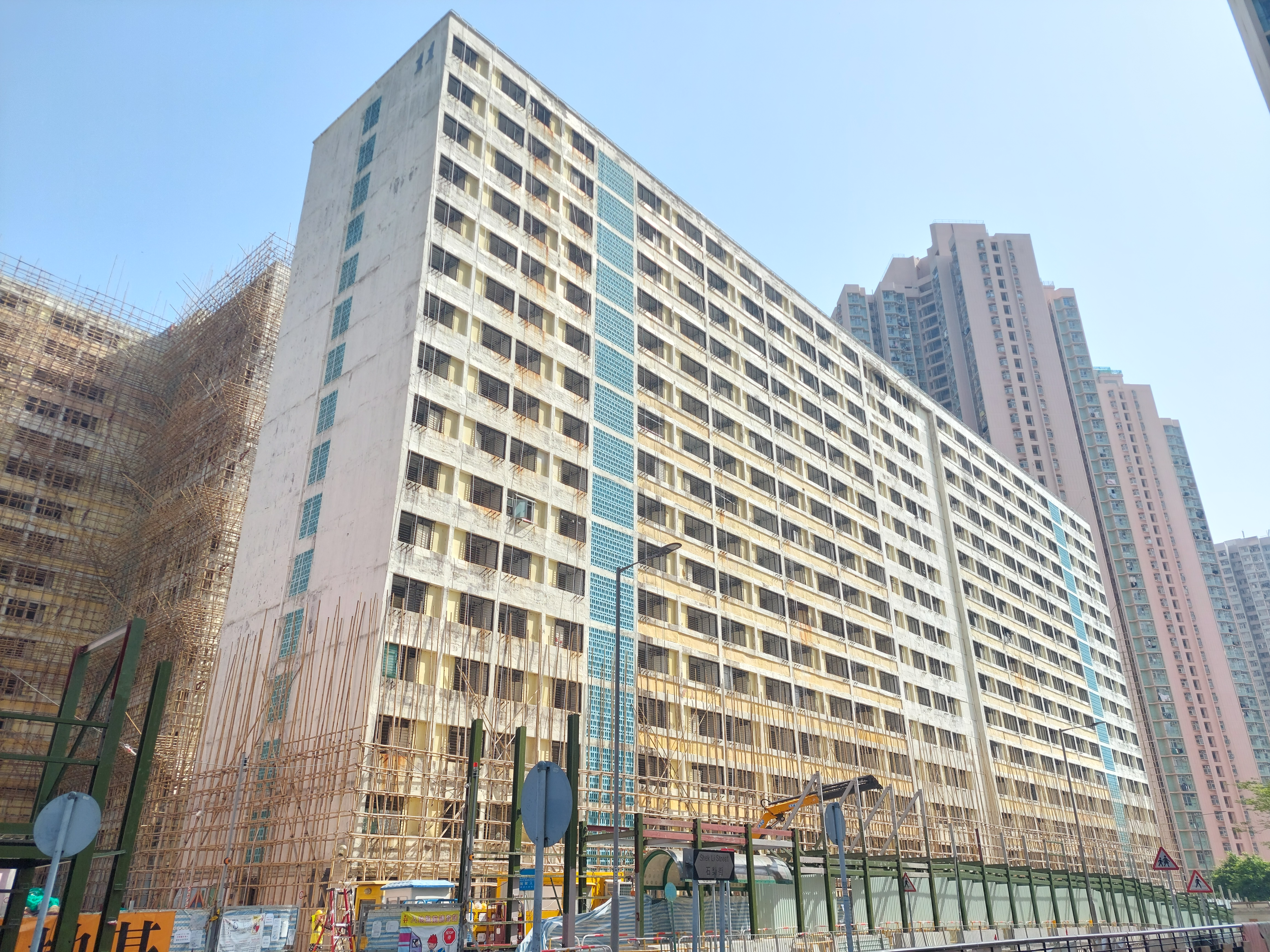
開始搭棚，2023年4月
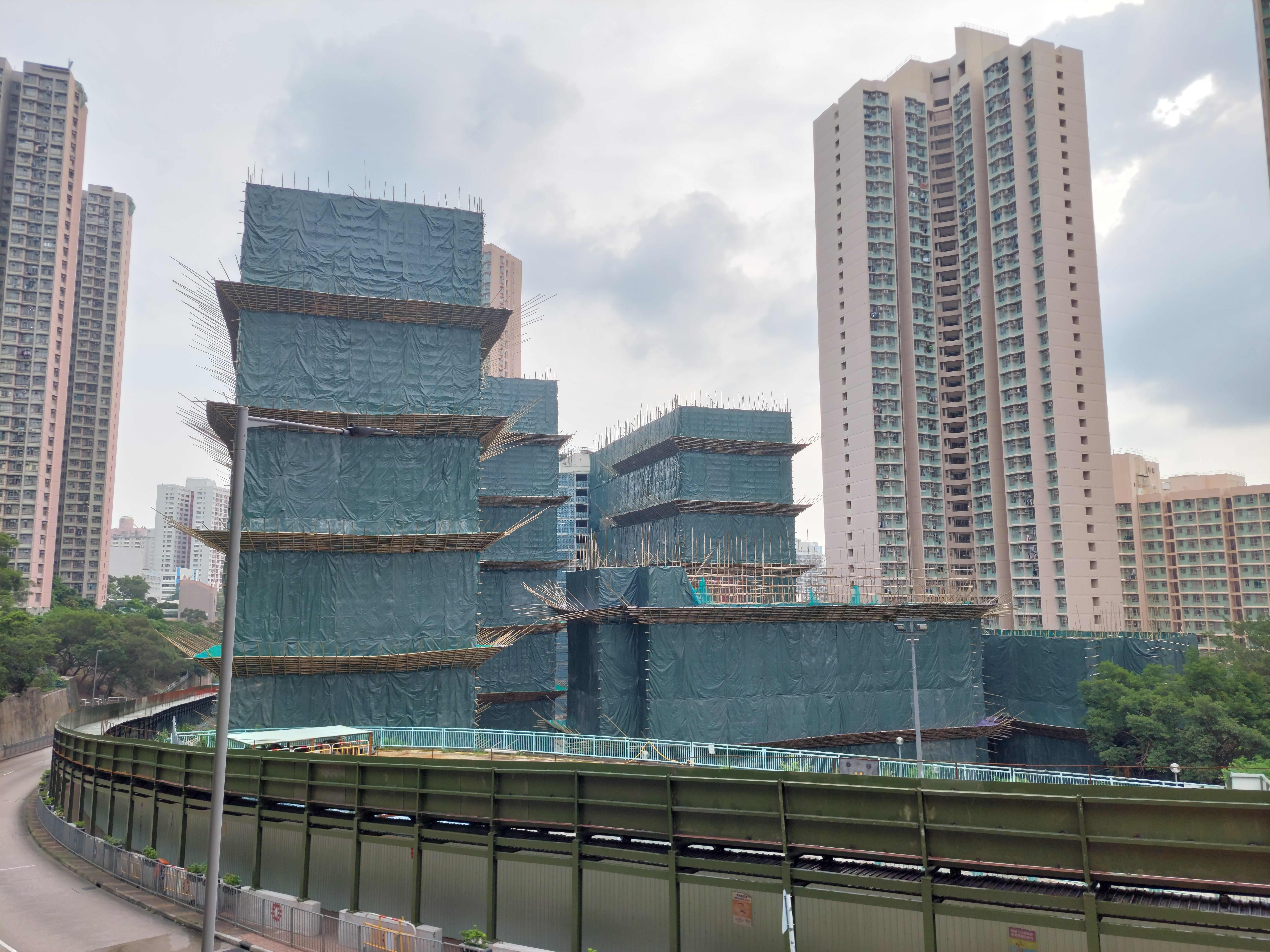
開始拆卸，2023年6月
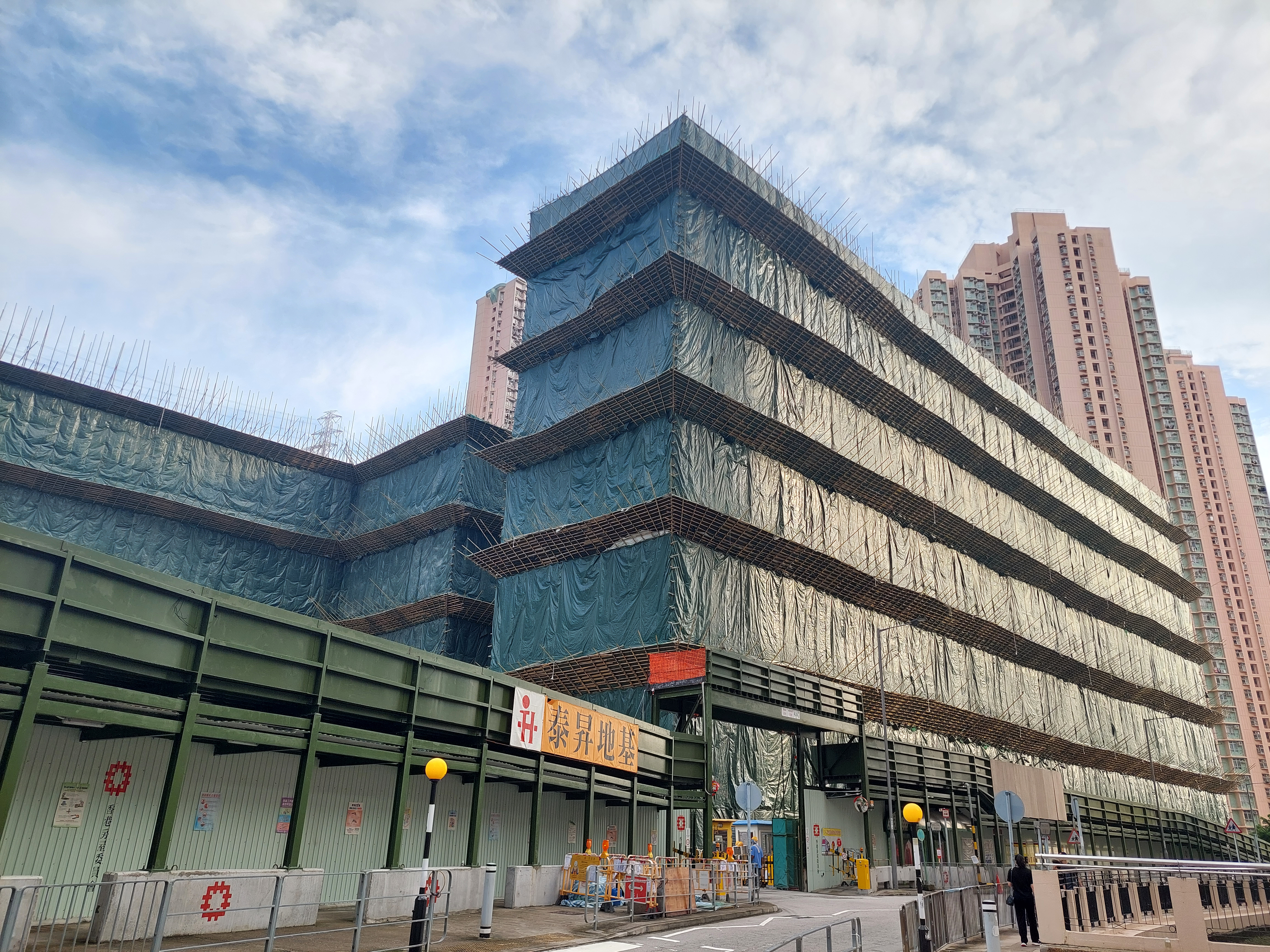
2023年8月
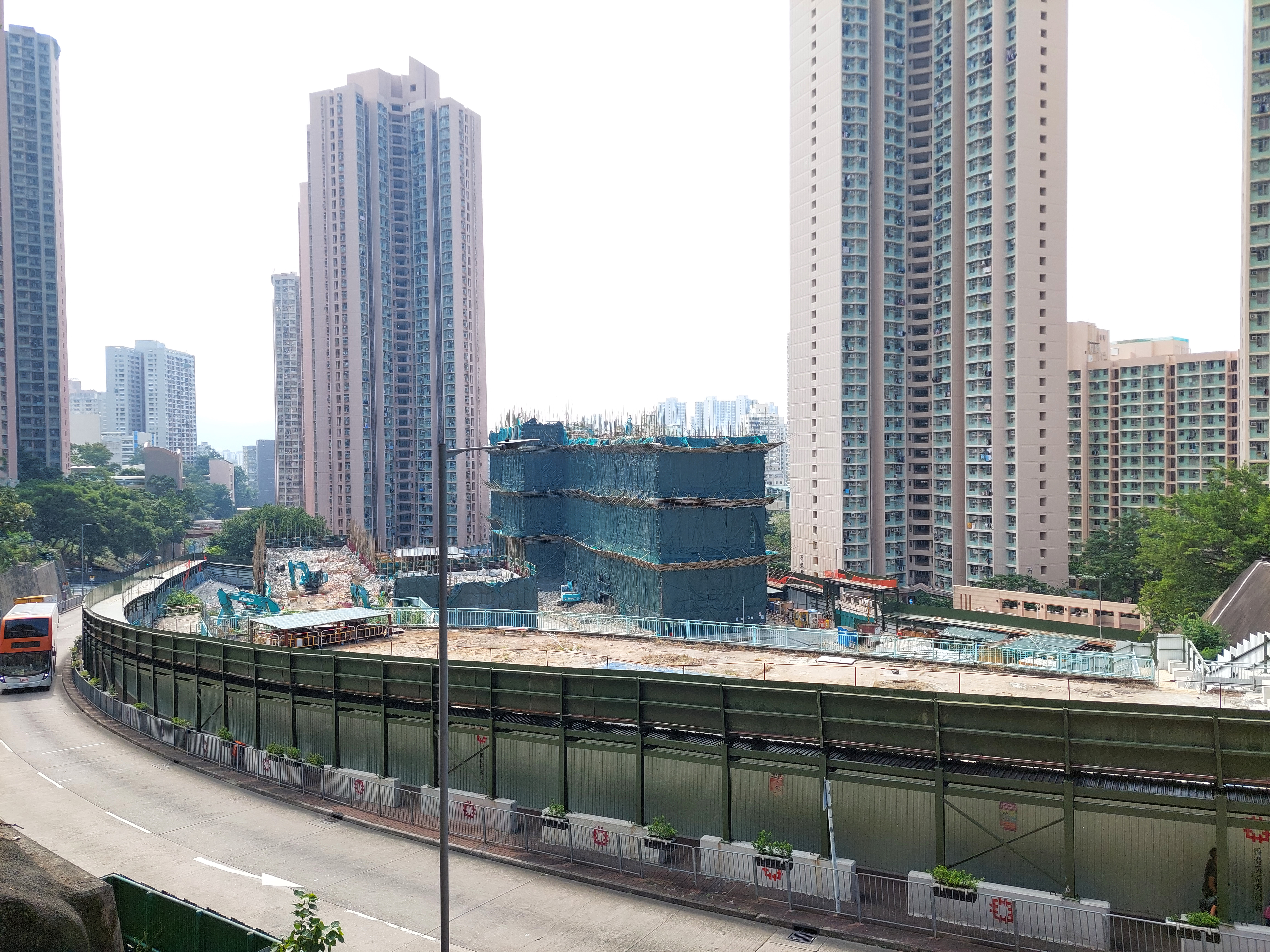
第11座即將完成拆卸，2023年10月
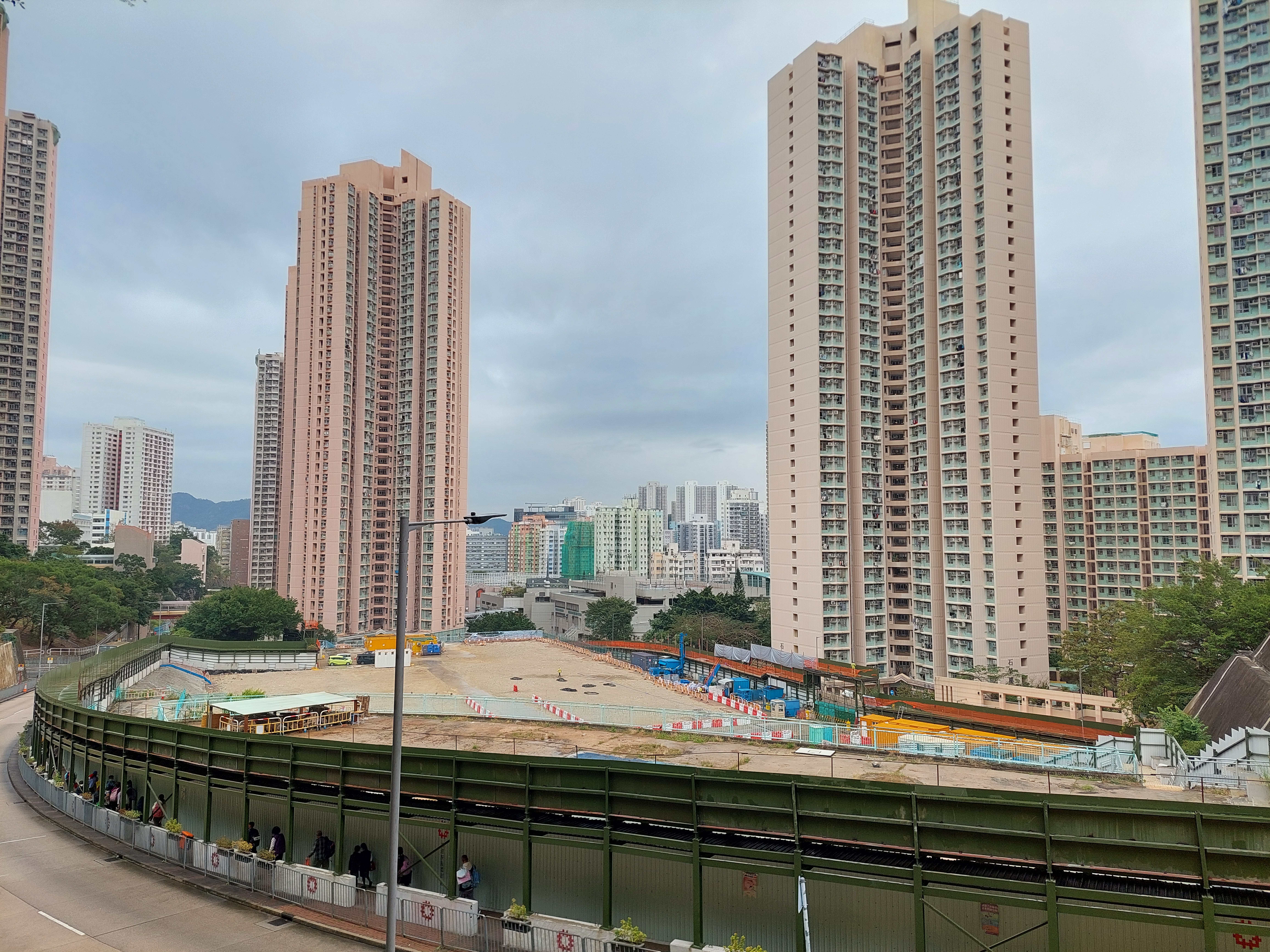
所有舊廈均已拆卸，2024年1月
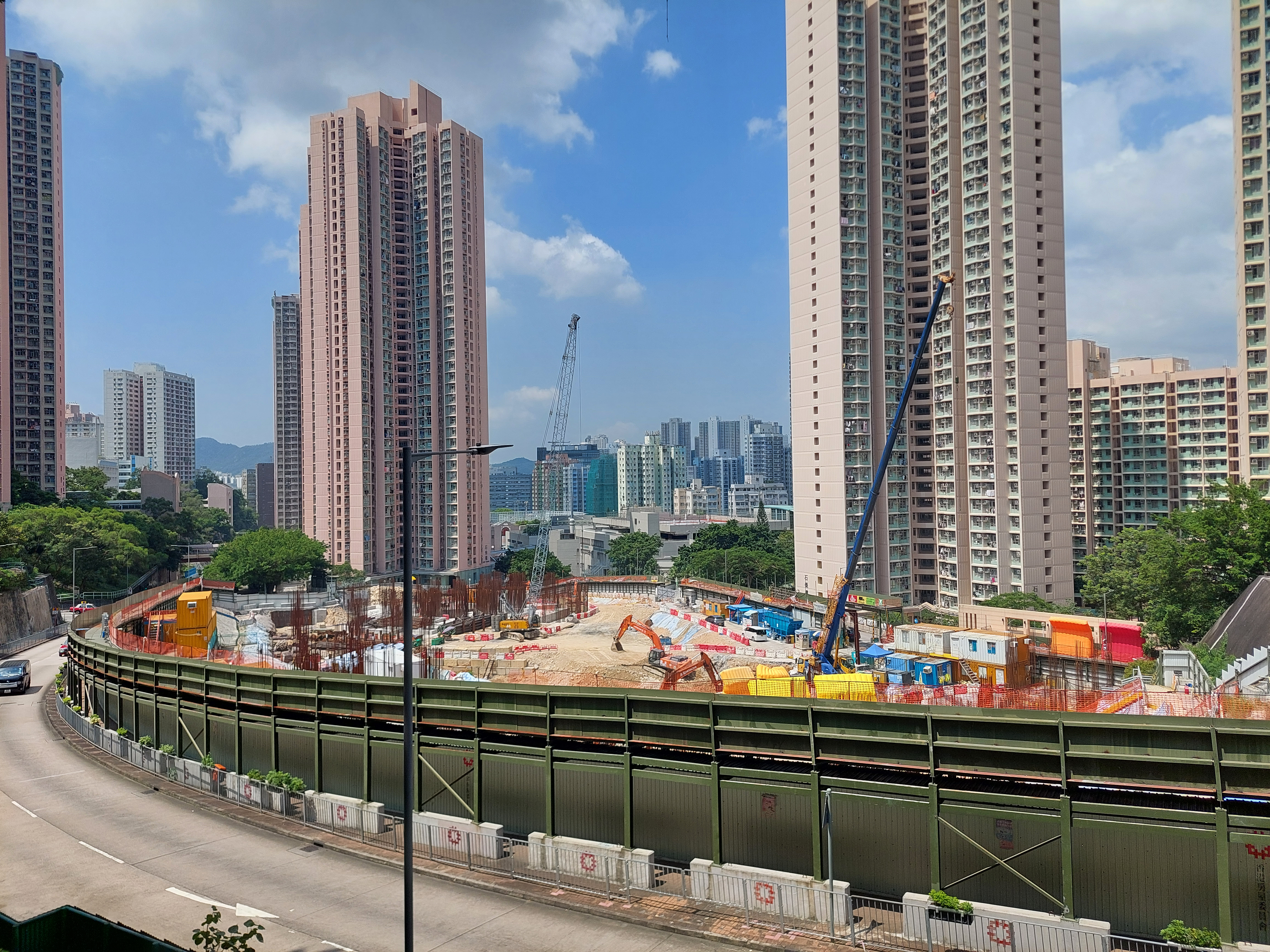
地基工程進行中，2024年9月
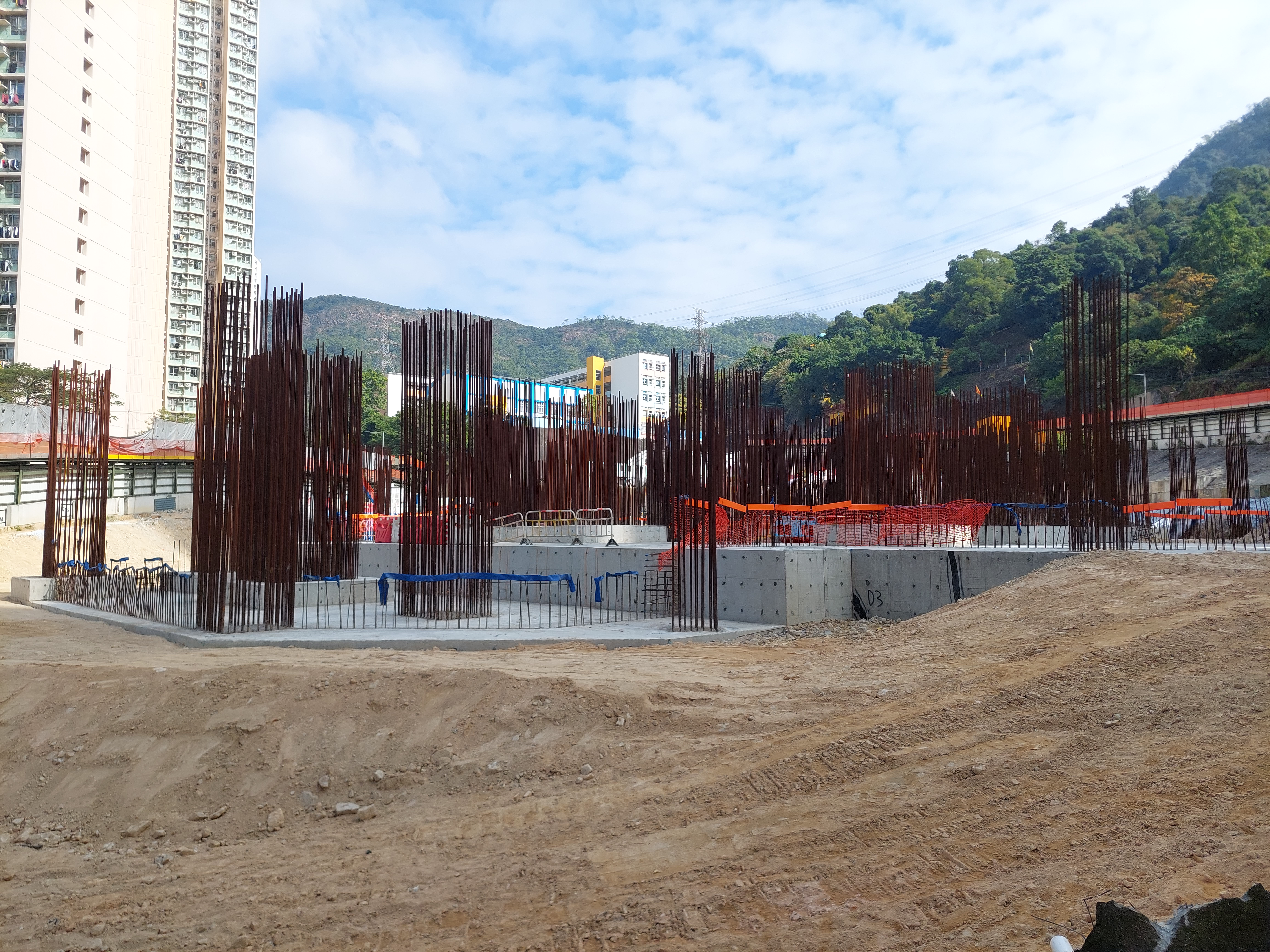
地基工程已完成，2024年12月
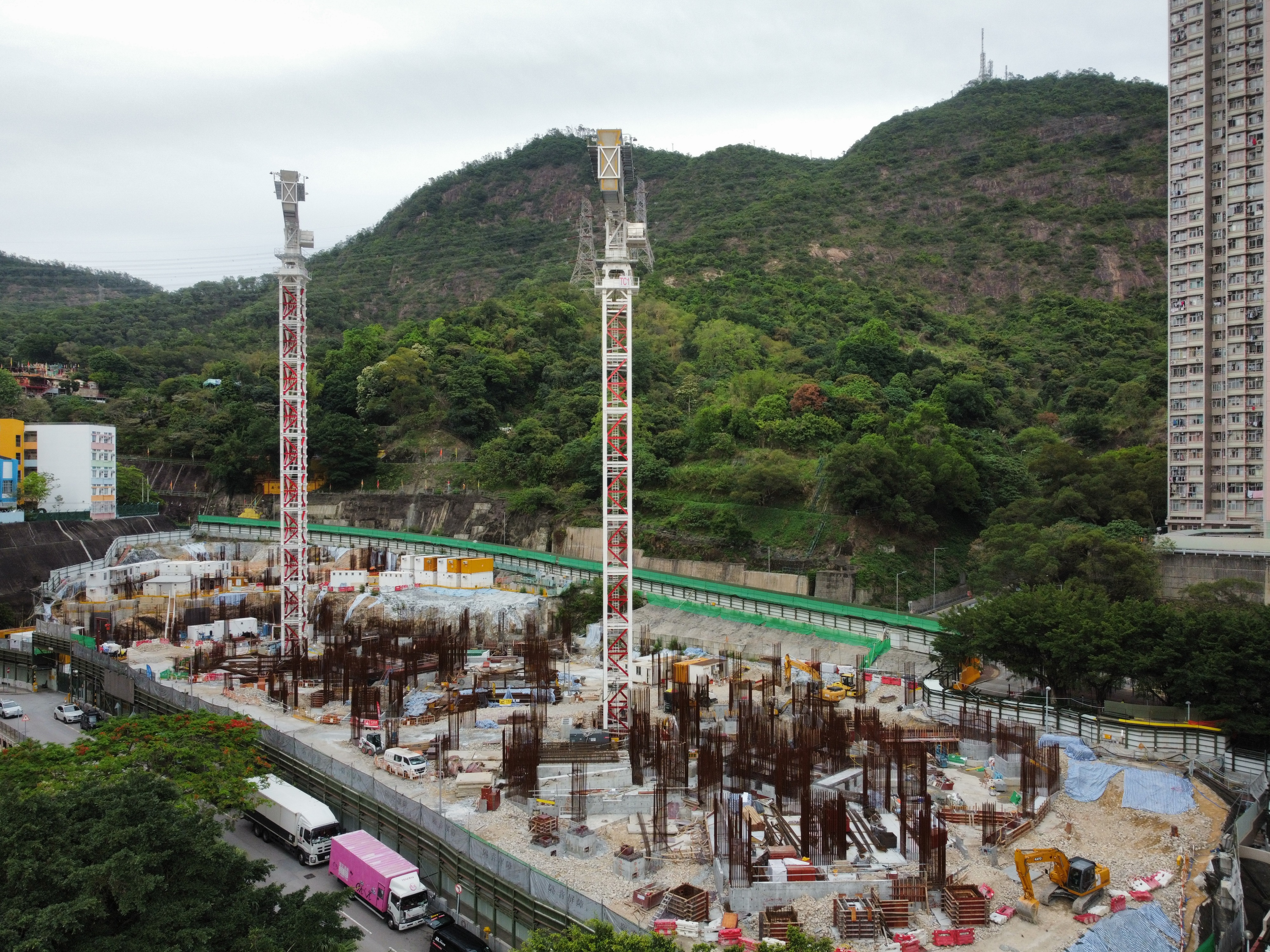
開展上蓋工程，2025年5月

## 屋邨及區內設施

### 文娛康樂及體育設施
石籬邨擁有最少兩個青少年服務中心：香港遊樂場協會上葵涌賽馬會青少年綜合服務中心（位於石籬一邨石俊樓）及聖公會麥理浩夫人中心（位於石籬大隴街）；邨內則擁有小型的兒童遊樂場、籃球場及室內羽毛球場。原石籬邨第1座位置則改建為康文署（英語：LCSD）的石排街公園，內有排球場、籃球場及小型足球場各一，將成為葵涌地區第二個大型運動點。石歡樓位置興建了一個小型室內五人籃球場由房屋署管理。
石籬商場天台設有籃球場，在2021年6月翻新完成後，地面由二萬對回收運動鞋製成的Nike Grind舖設而成，並由著名插畫家James Jarvis負責設計球場地面的動態圖案。球場命名為「石籬Grind主場」，將在同年6月25日對外開放。
邨內亦有兩個長者服務中心及兩所長者護理院。分別是嗇色園可寧耆英活動中心（於石籬一邨石俊樓）、聖公會麥理浩夫人中心（於石籬大隴街及石籬一邨石安樓設有分部）、嗇色園可安老人宿舍（於石籬一邨石寧樓）及仁濟醫院藝進同學會長者護理院（位於石籬二邨石佳樓及石華樓地下至1樓）。
邨內設北葵涌唯一的社區會堂，經常舉行粵曲晚會及其他有關地區的講座。

### 商業設施

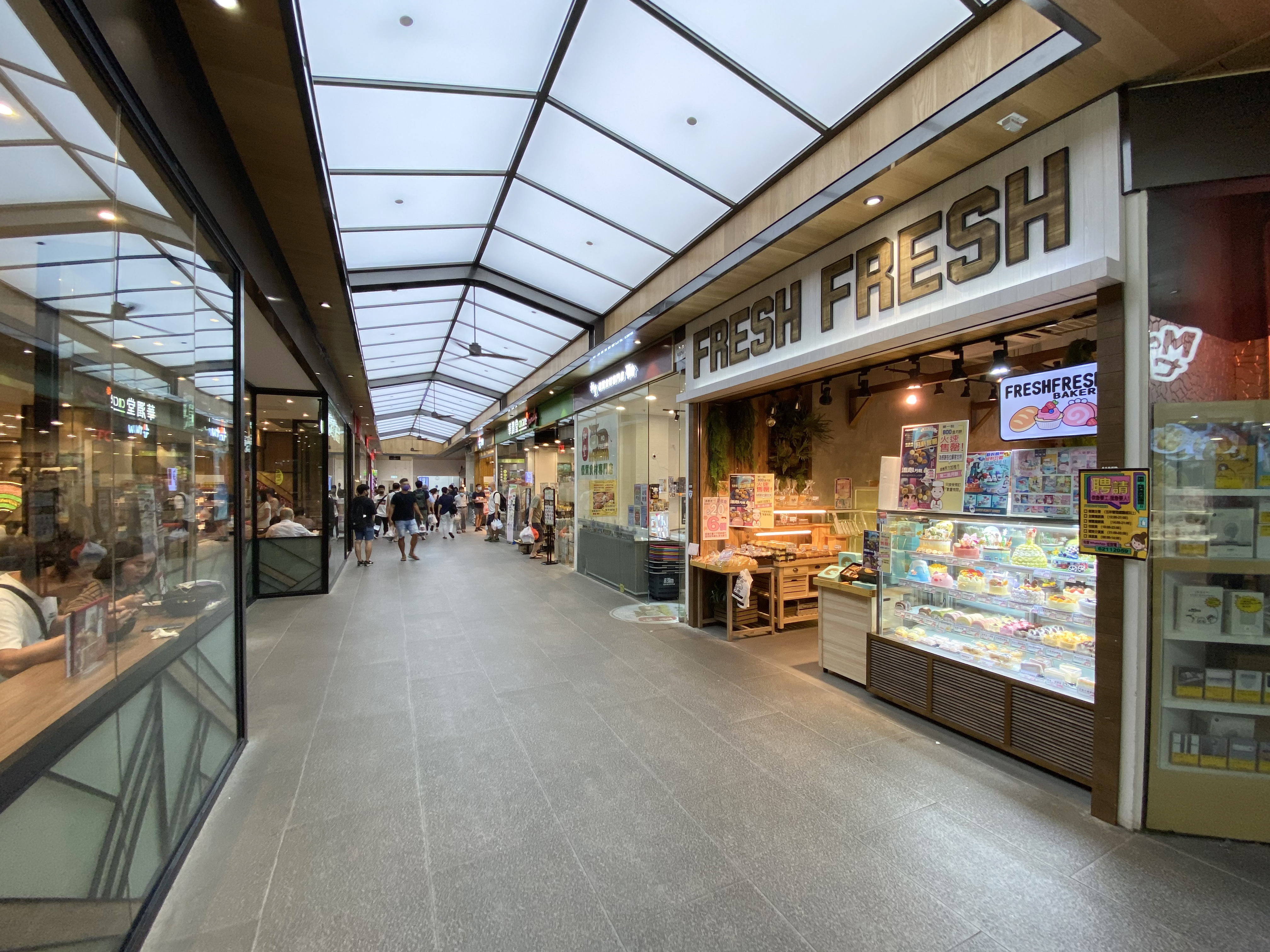
翻新後的石籬商場一期內貌（2021年8月）

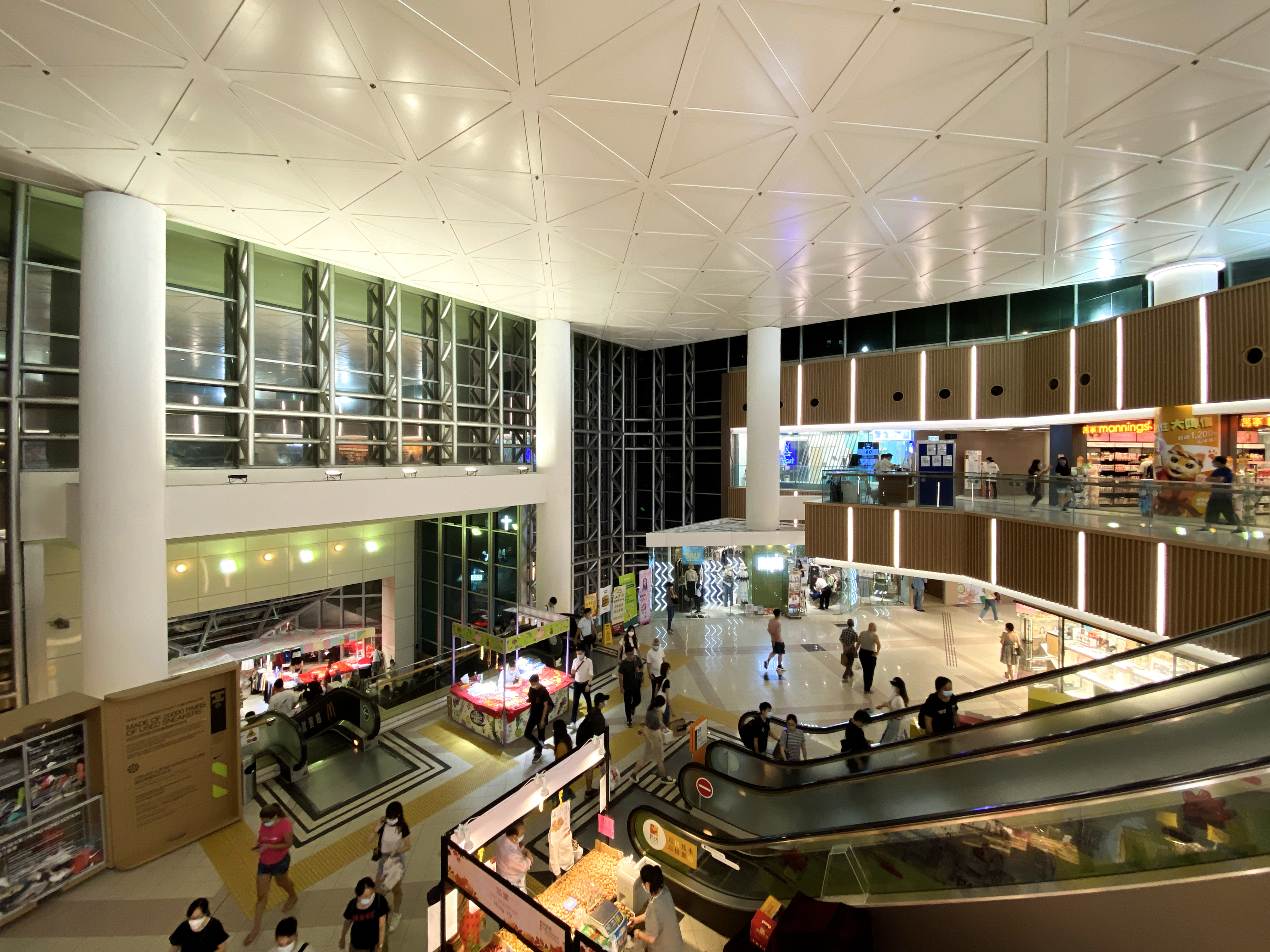
翻新後的石籬商場二期主中庭（2021年8月）

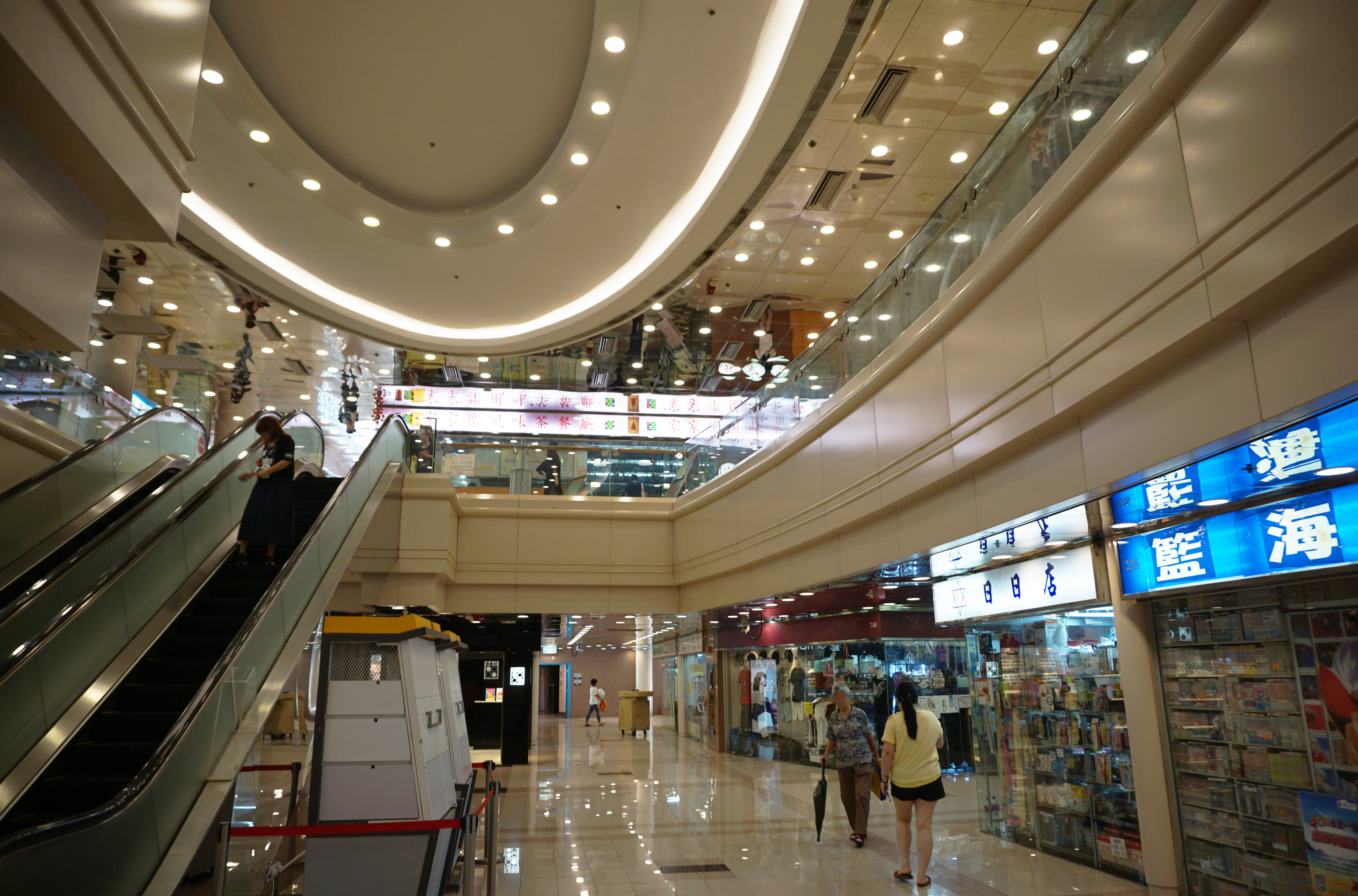
翻新前的石籬商場二期內貌（2016年8月）

石籬邨擁有兩個由香港房屋委員會興建的公營商場：
- 一期：位於圍乪街6號，於1993年落成，樓高4層，包括停車場、社福機構設施，及位於地下的街市[26]。街市內設有多間南亞布藝店和裁衣店，在香港的南亞社區中遠近馳名，吸引遠至元朗、馬鞍山的南亞裔人士光顧。
- 二期：位於大隴街110號，樓高6層（包括停車場樓層），由中國建築承建，於1997年8月動工，1998年11月落成[27]，1999年竣工[28]，是自主權移交以後，首批以特區政府名義批出的建屋合約之一。

兩期商場之間設有天橋連接，原本皆由房委會持有，後來在2005年被售予領匯（現名為領展）。2017年，領展將石籬商場等17個物業轉售基滙資本，現時由基滙資本旗下的「民坊」品牌營運。「民坊」接手後，商場部份於2020及2021年間陸續進行翻新；一期街市部份於2020年7月1日起關閉翻新，並於旁邊貨車落貨區設臨時街市，10月9日街市翻新完成重開。
屋邨內有分別多間超級市場先後進駐石籬一邨石秀樓、石籬（一期）商場及石籬（二期）商場，其中石籬一邨石秀樓地下的惠康超級市場早於八十年代進駐。而位於石籬（一期）商場的惠康在1993年開幕，其後於2011年3月結業，同年7月在原址開設百佳超級市場。石籬（二期）商場開幕初期只有華潤超級市場，其後於2005年3月結業，同年7月在原址開設惠康。另外，商場二期後來也增設佳寶食品超級市場。附近的大白田街、和宜合道及大隴街私人住宅區，亦提供不少零售及食肆，服務石籬邨居民。

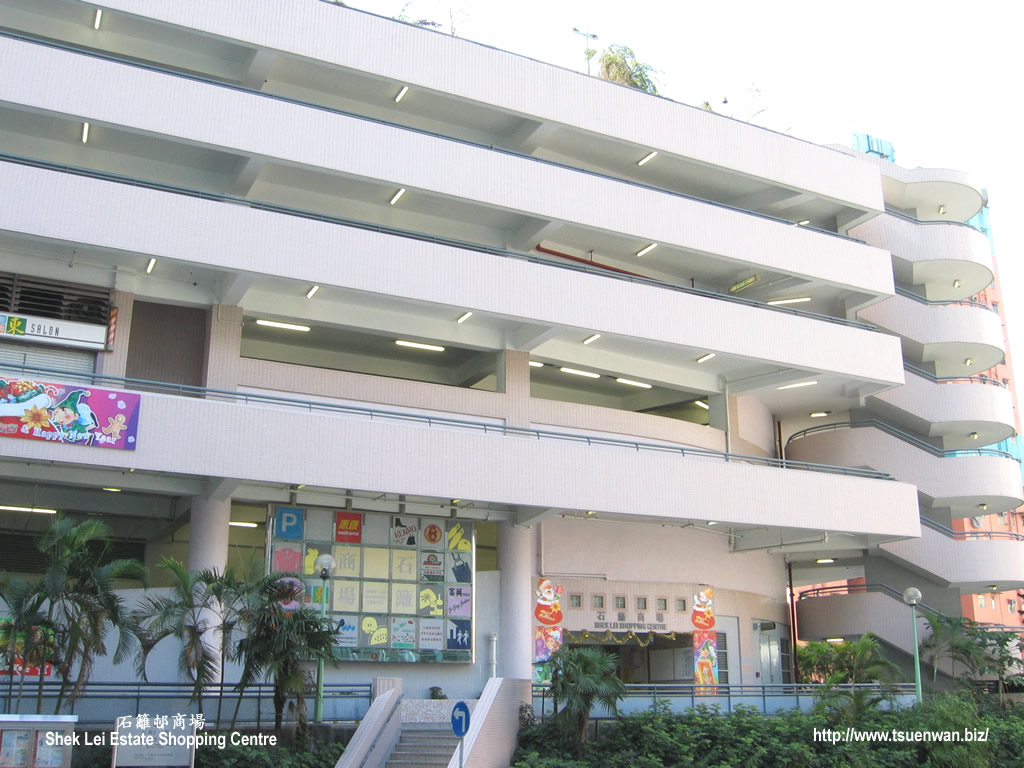
石籬商場一期外貌（2003年）
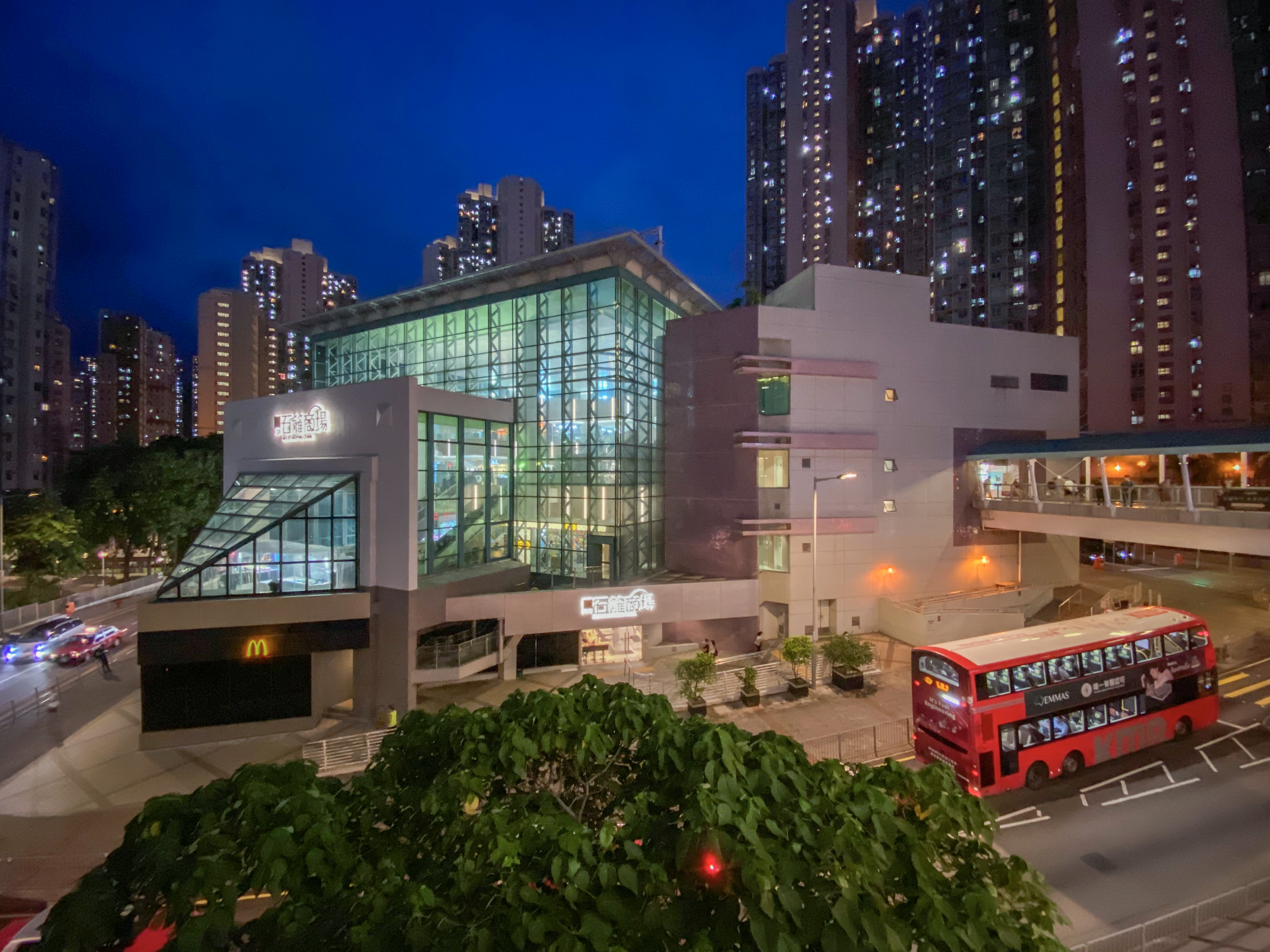
石籬商場二期外貌（2021年8月）
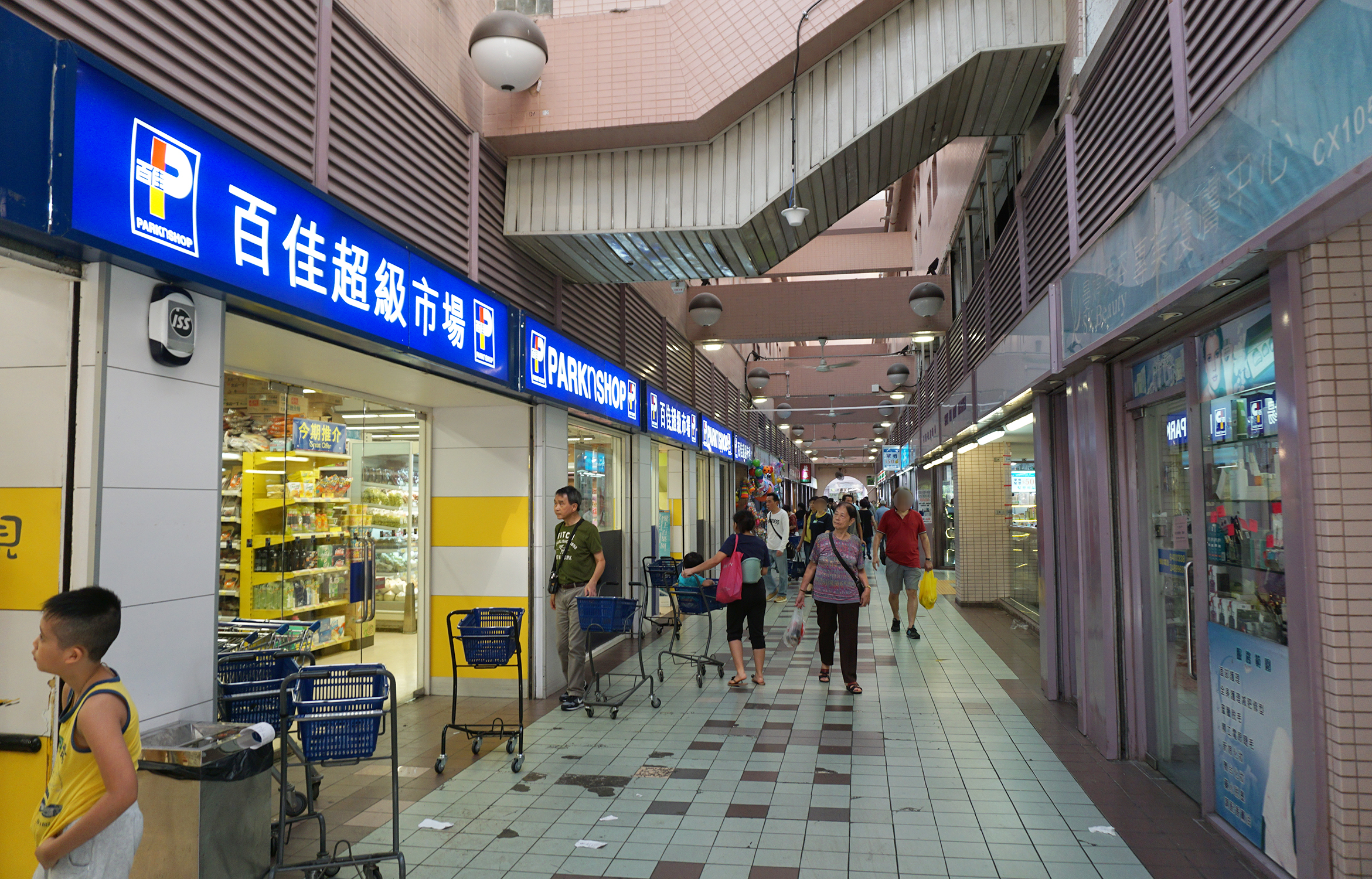
翻新前的石籬商場一期內貌（2018年）
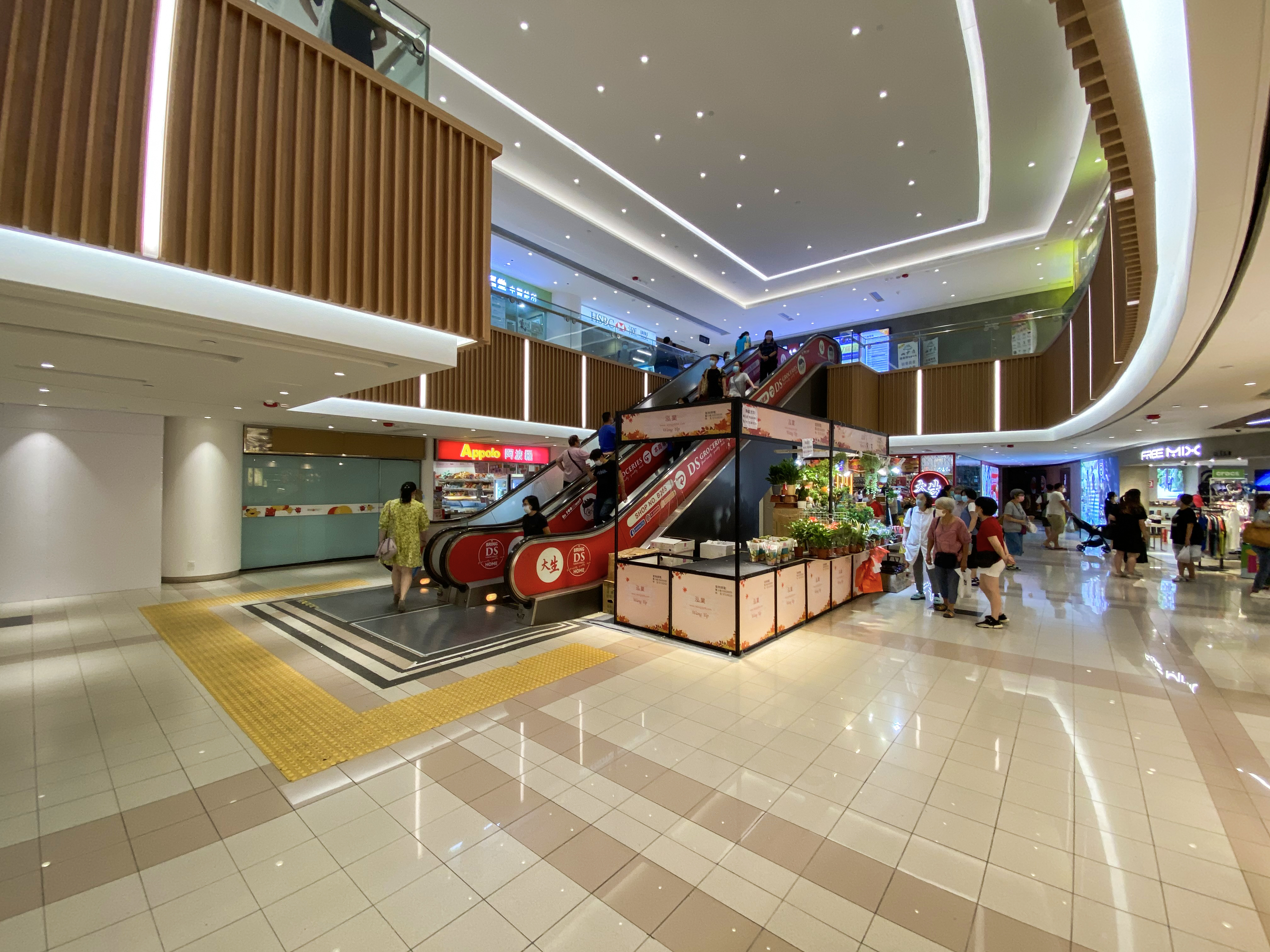
翻新後石籬商場二期內貌（2021年8月）
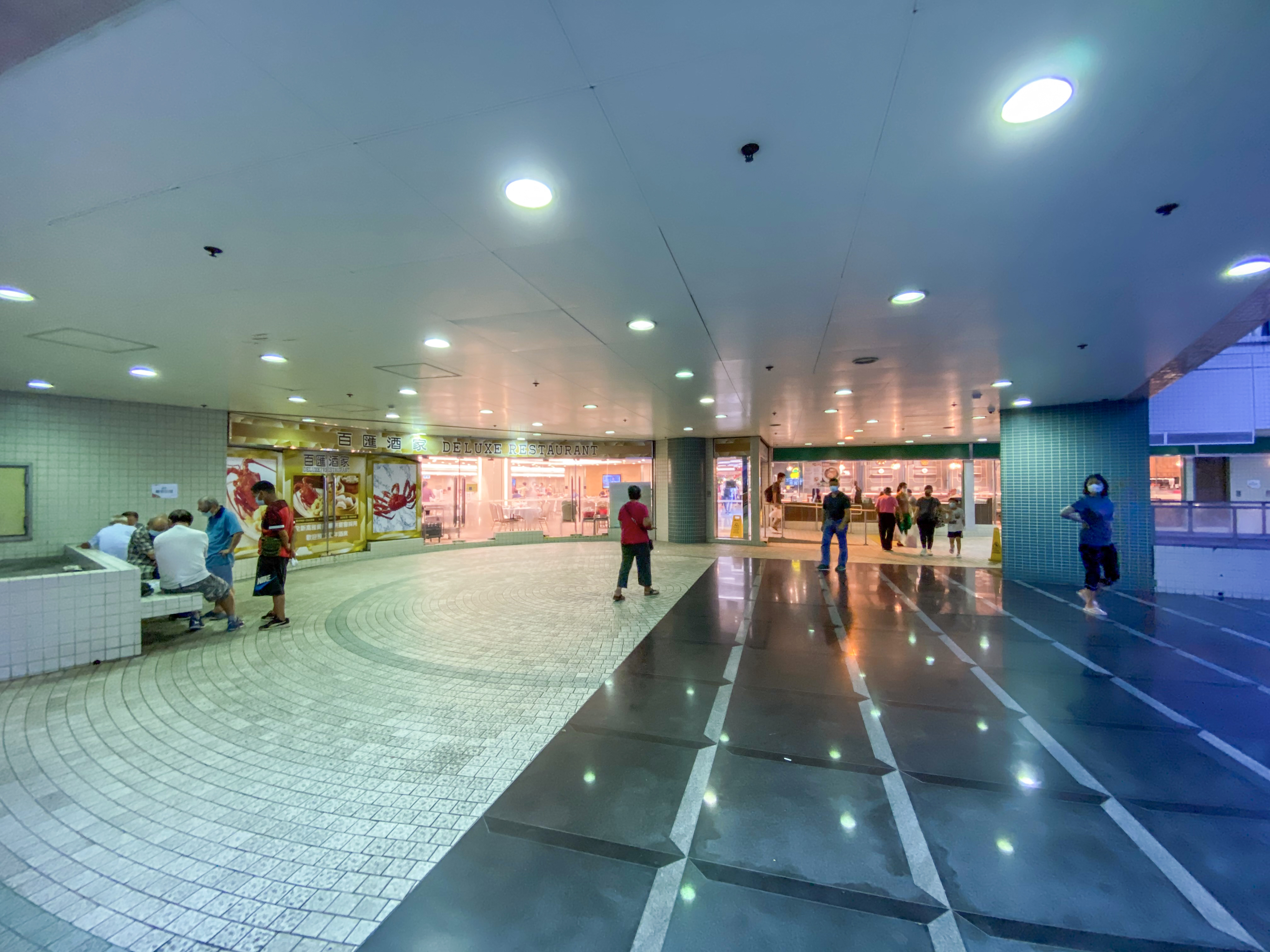
石籬商場二期戶外範圍仍然保留原有的裝潢風格（2021年8月）

葵涌石籬（一期）街市過去一直空置率高，老鼠經常出沒。街坊只能到路程較遠的石蔭路買菜。「民坊」接手後，街市在2020年7月1日起關閉翻新，同年10月翻新完成重開後以舊屋邨情懷作主題，並設8檔食肆，營業至晚上12時。區議員林紹輝形容街市翻新後雖然菜檔價錢較貴，不少舊商戶因無法承擔租金而無法留下，但管理大有改善。

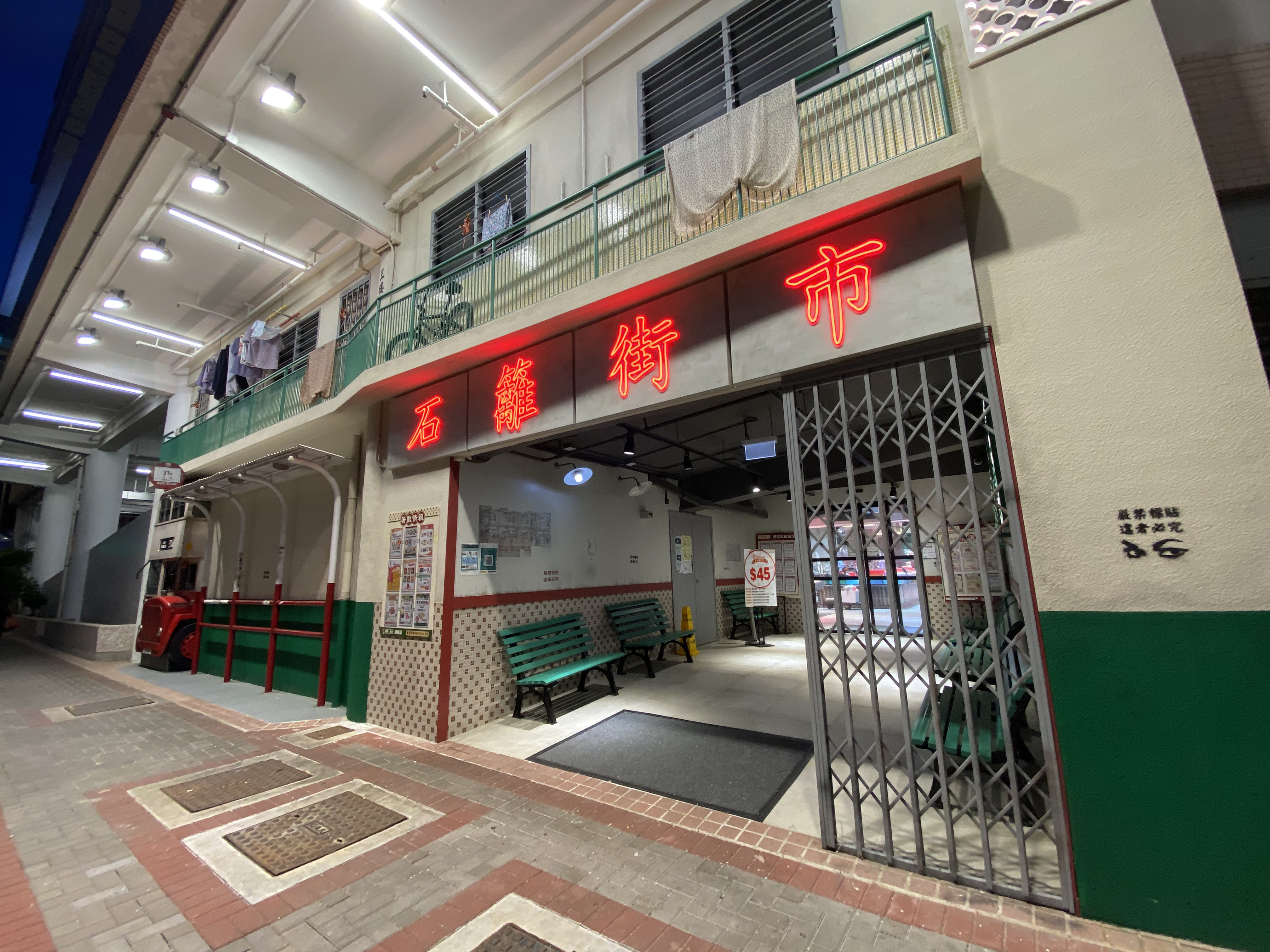
石籬街市入口
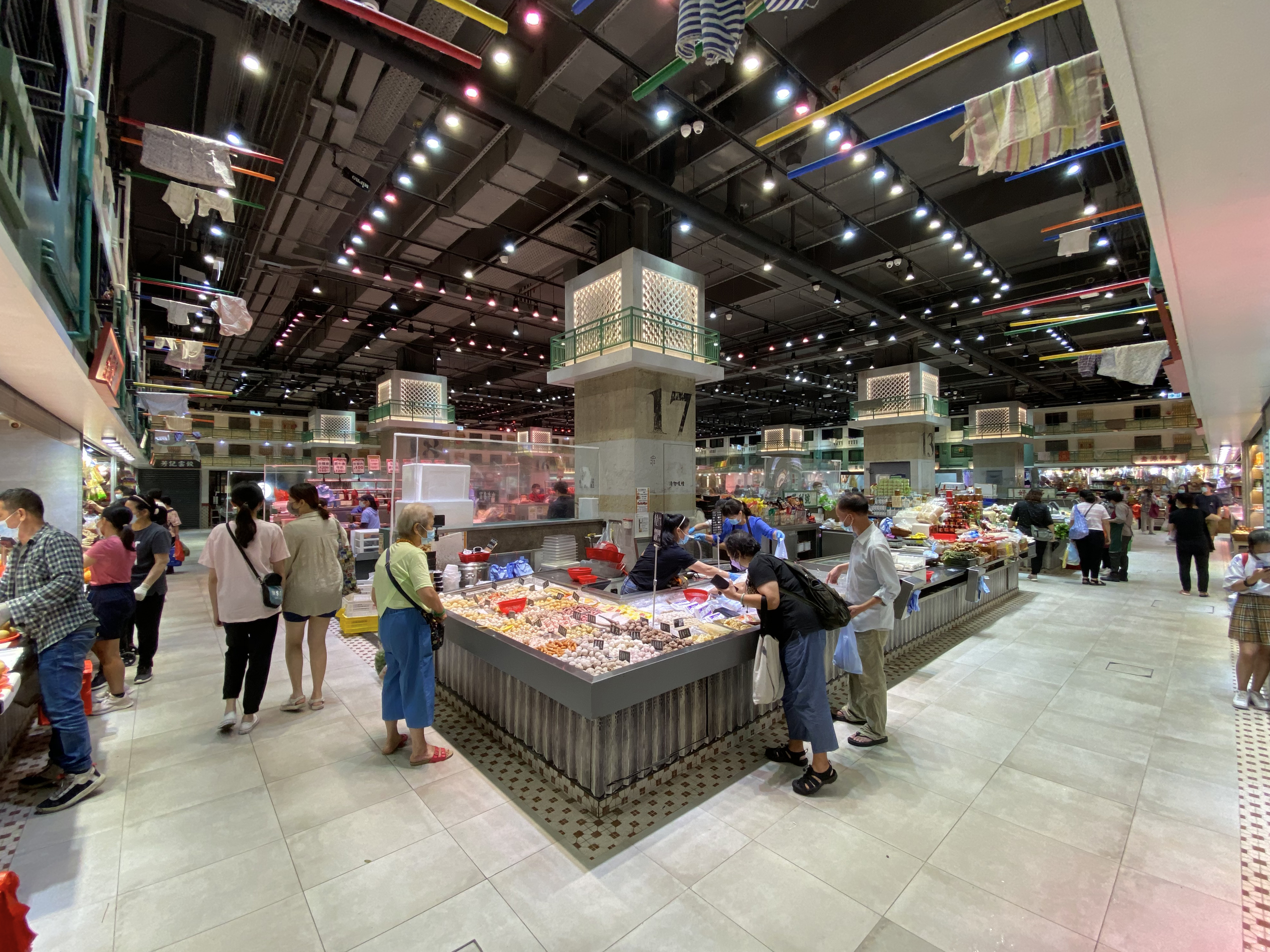
石籬街市翻新後以舊屋邨情懷作主題
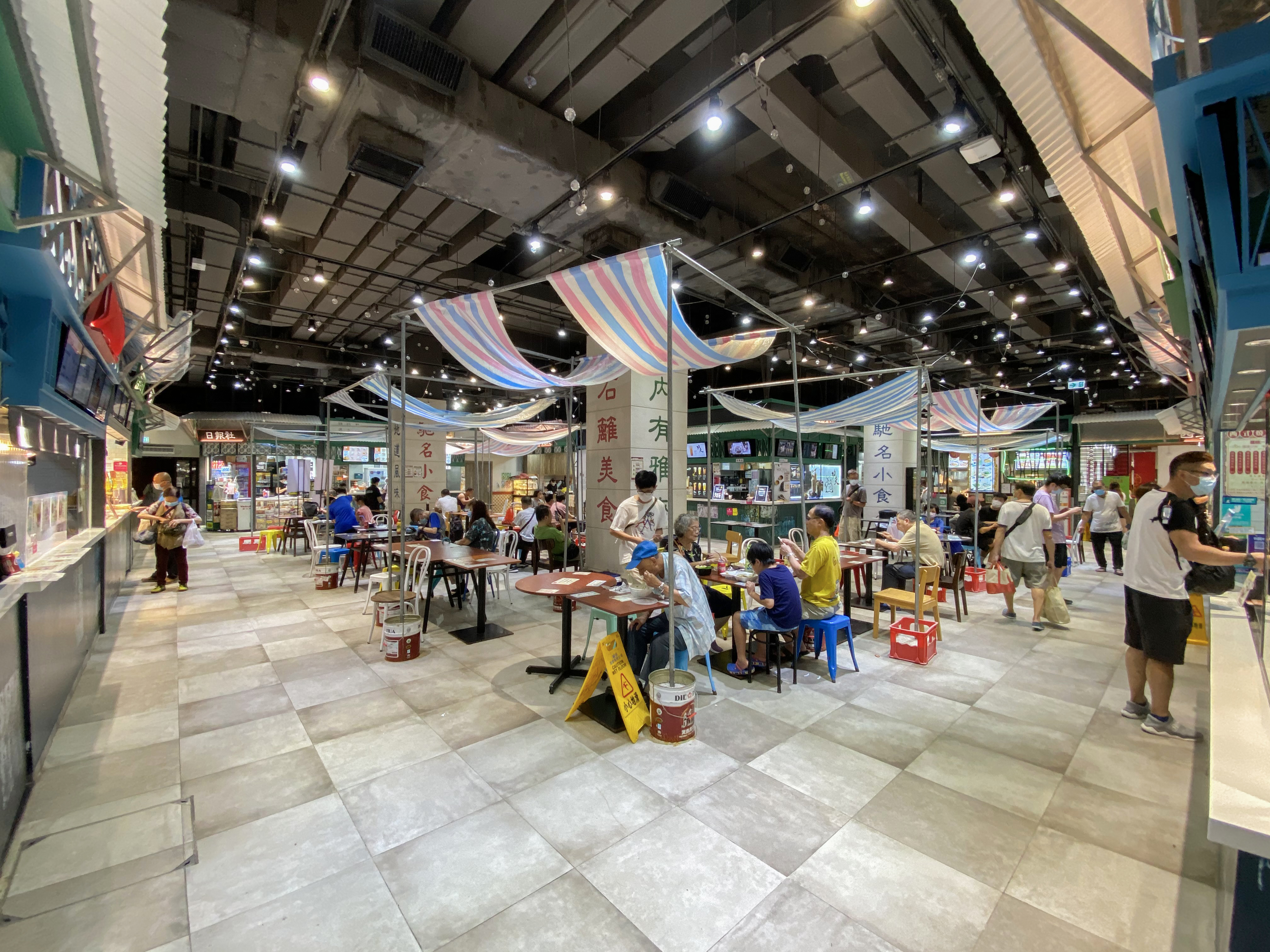
石籬街市美食廣場
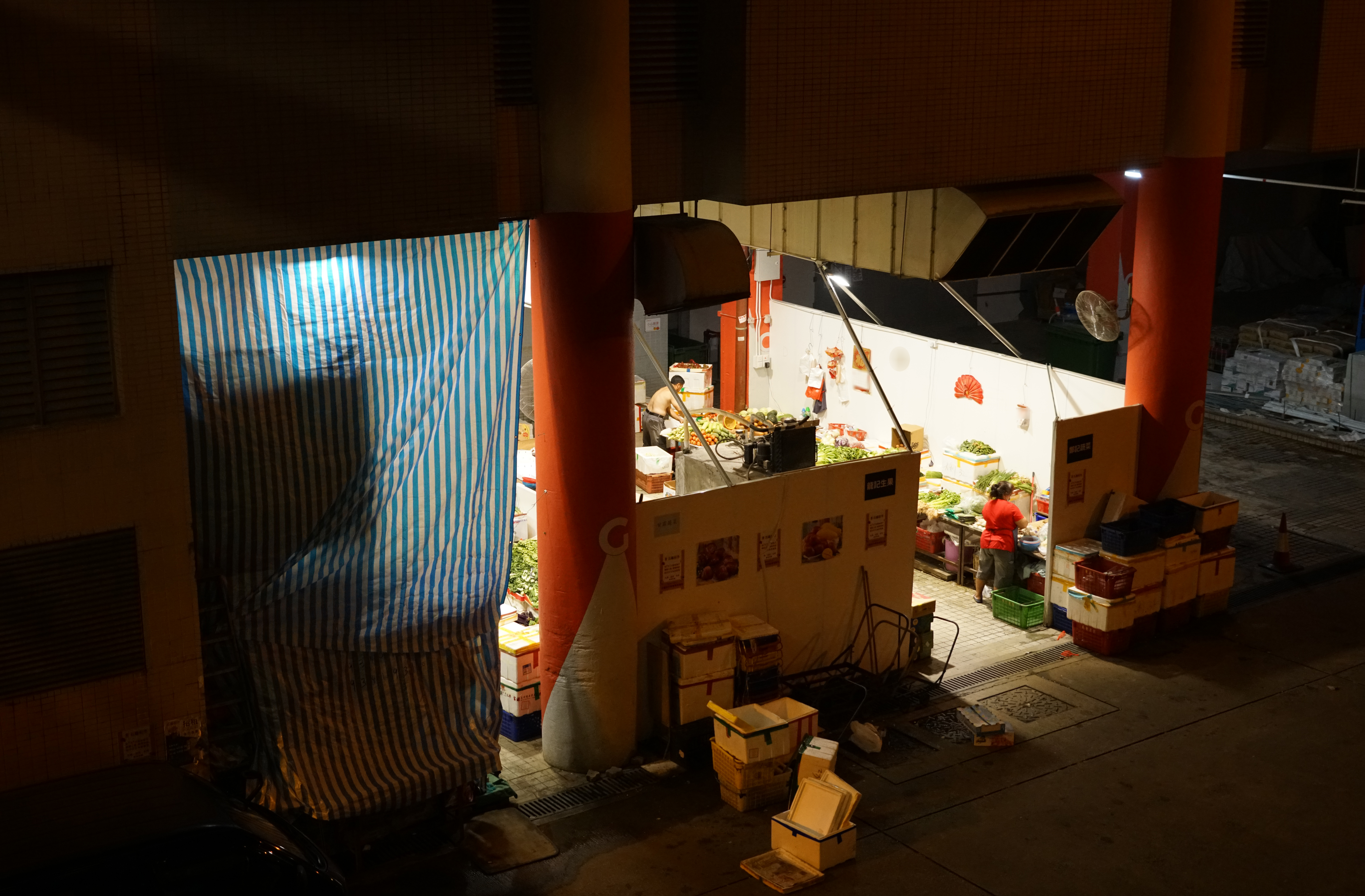
石籬臨時街市設於貨車落貨區
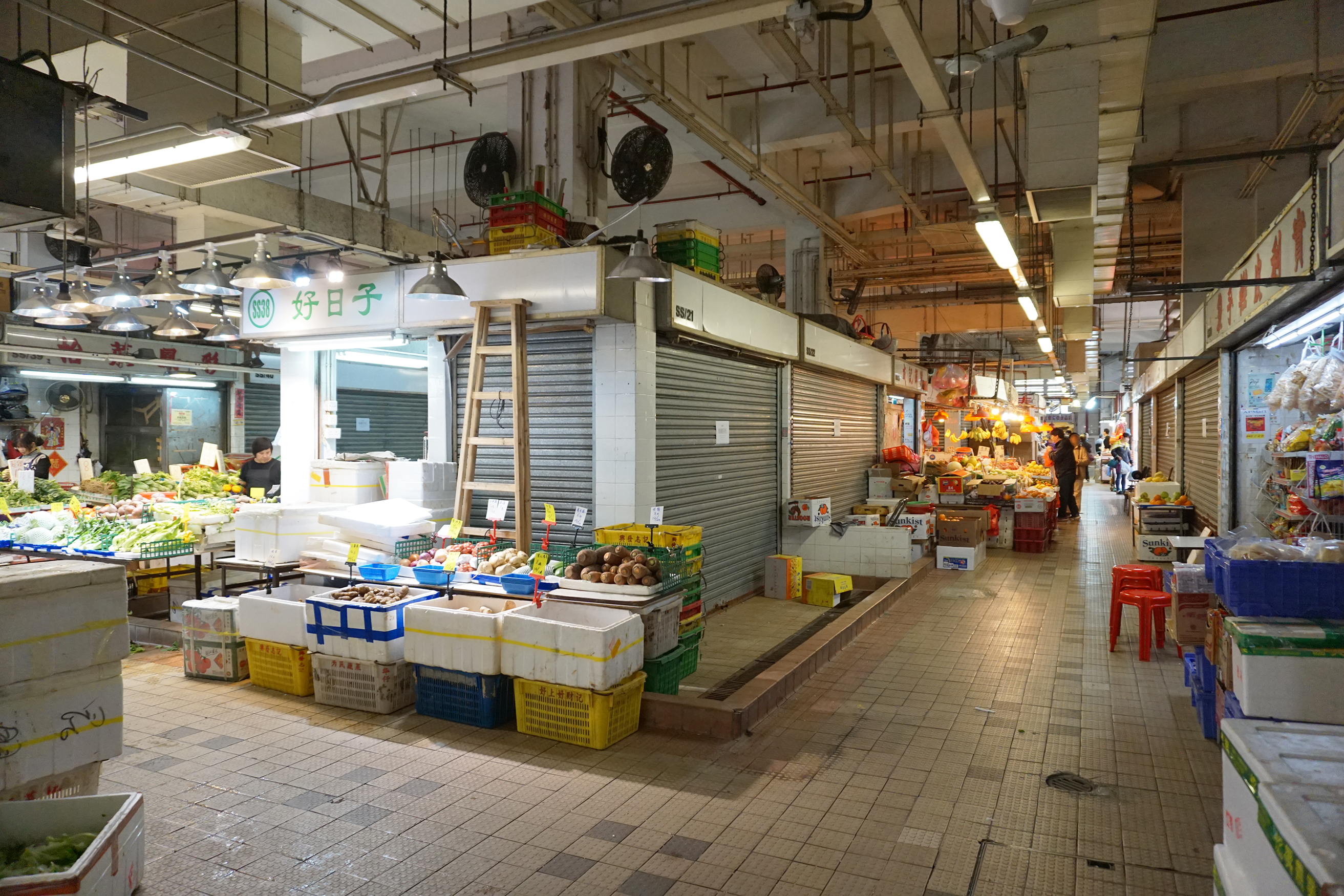
翻新前的石籬街市菜及水果檔、東南亞食品店

### 教育設施

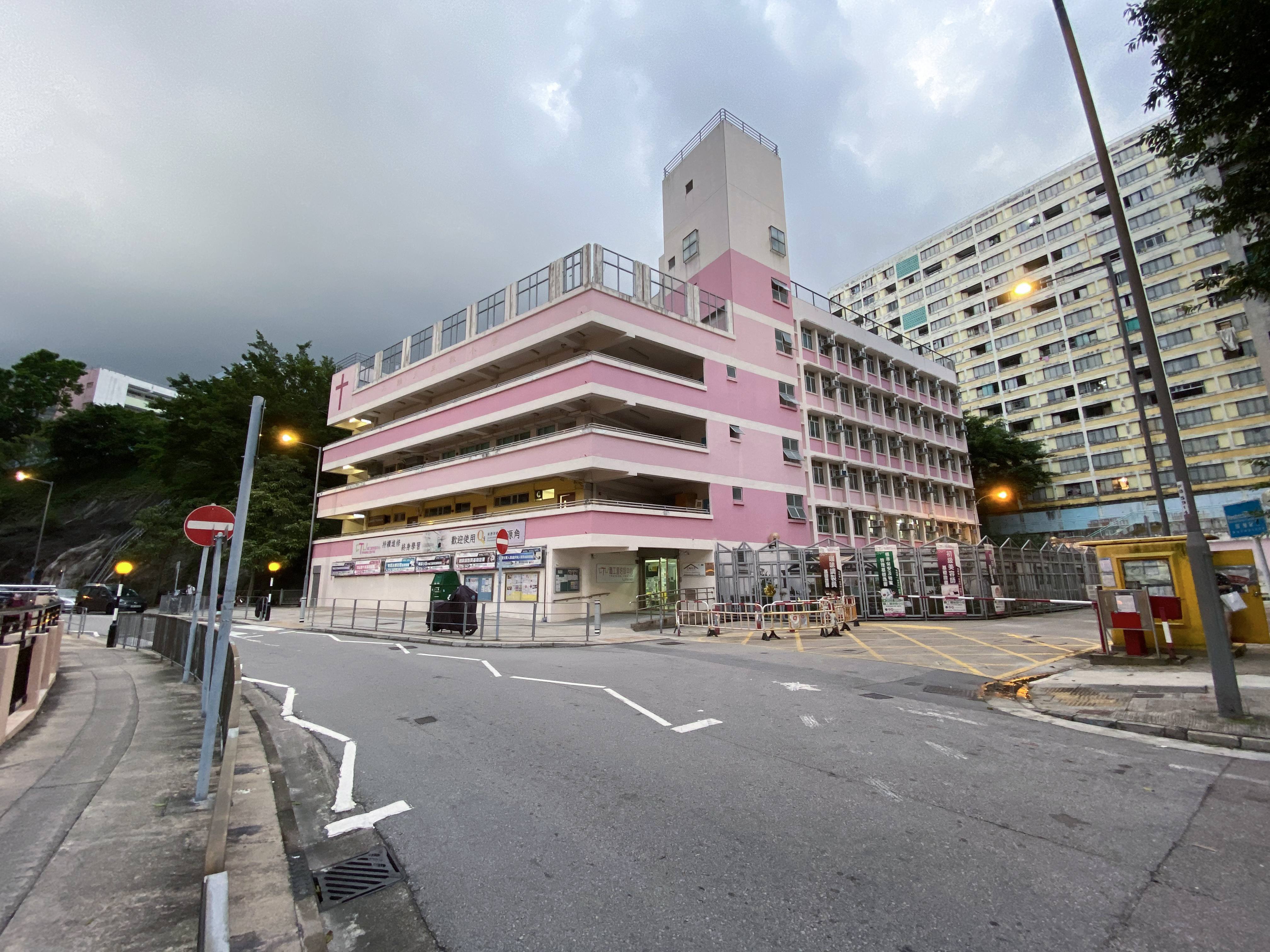
香港職工會聯盟再培訓中心原本為石籬天主教小學，已於2022年6月停辦

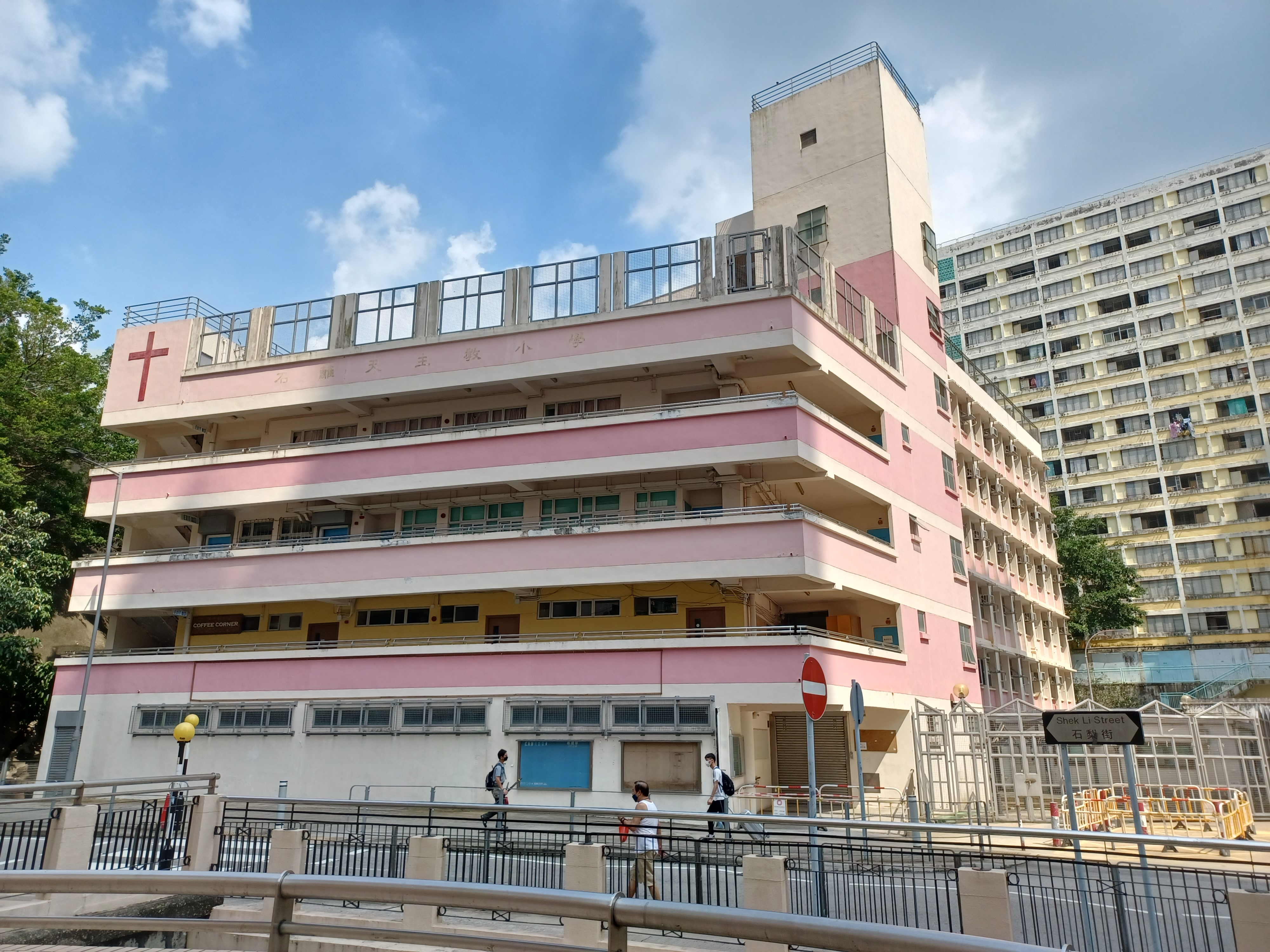
已停辦的香港職工會聯盟再培訓中心（2022年8月）

石籬邨及附近地區擁有不少幼稚園及中小學。

#### 幼稚園
- 葵涌浸信會幼稚園（1974年創辦）（石籬大隴街）
- 仁濟醫院董伯英幼稚園  （1978年創辦）（石籬一邨石泰樓）
- 香港聖公會麥理浩夫人中心幼稚園   （1980年創辦）（香港聖公會麥理浩夫人中心3樓）
- 路德會恩石幼稚園 （1985年創辦）（石籬一邨石秀樓）
- 東華三院王胡麗明幼稚園 （2001年創辦）（石籬二邨石富樓）
- 荃浸石籬幼稚園  （2002年創辦）（石籬二邨石榮樓）

已結束
- 石籬天心幼稚園（石籬邨第5座地下）
- 基督教道光幼稚園（石籬邨第14座地下至3樓）
- 中華基督教會全完幼稚園（石籬邨第15座地下，其後於葵涌邨重設）
- 香港佛教聯合會大光幼稚園（石籬邨第16座地下）
- 石籬天主教幼稚園（石籬邨第16座地下至3樓）
- 聖嘉心堂幼稚園（1974創辦）（石籬大白田街25號安盛大廈A 2樓）
- 傑士幼稚園（1976年創辦）（葵涌石英徑17-21葵涌大廈高層）
- 聖百德幼稚園（1978年創辦）（石籬大白田街25號安盛大廈B 2樓）
- 太陽島英文幼稚園（石蔭校）（1986年創辦）（葵涌梨木道112號葵寶大廈）
- 太陽島英文幼稚園（葵涌分校）（1986年創辦）（葵涌大隴街11號葵華大廈地下）

#### 小學
- 石籬聖若望天主教小學（石籬大白田街）
- 慈幼葉漢千禧小學（石籬一邨石泰樓旁）
- 聖公會主愛小學（原校舍與石籬邨第8座相連；2001年遷往石蔭邨童子街45號千禧校舍繼續辦學）
- 石籬天主教小學（前上葵涌官立中學校舍，2014年前舊址位於石籬邨第10座旁）

已結束
- 麗澤譚肇康紀念小學（石籬邨第2座對面）
- 中華基督教會基錫小學（與石籬邨第4座中部突出部份相連，與相連大廈一併被列為危樓）
- 香港漢文師範學院校友會陶秀學校（第12座旁，1982年被明令殺校；1988-97年曾改為宣道小學臨時校址）
- 石籬宣道小學（石籬邨第12座，1988年前舊址位於石籬邨第15座旁；1997年7月再遷往黃埔花園並改名黃埔宣道小學）
- 四邑商工總會陳南昌紀念小學（石籬邨第15座旁）

#### 中學
- 保祿六世書院（位於石籬梨貝街）
- 中華傳道會安柱中學（位於石籬梨貝街）
- 香港道教聯合會圓玄學院第一中學（位於和宜合道）

已結束
- 上葵涌官立中學（曾名上葵涌官立工業中學，石籬石排街11號，目前為石籬天主教小學校舍）
- 靜宜女子中學（位於石籬石英徑）

#### 成人教育
已結束
- 香港職工會聯盟再培訓中心 （第10座旁，即石籬天主教小學舊校舍，因應《港區國安法》實施，職工盟宣告解散，而於2022年6月停辦）

## 交通
石籬（大隴街）巴士總站，位於葵青區石籬邨大隴街、石籬2期商場基座。現有3條專利巴士路線以本站作為總站，另外亦有8條巴士路線途經本站。路線起訖顯示為石籬總站，以街站為附註名稱是為方便識別同樣位於石籬邨的石籬（梨貝街）巴士總站。雖然31線以「石籬」為循環點，但實際上並非停靠此站，而是在安蔭邨巴士總站及石排街一帶停站。

## 地方行政
根據香港立法會選區，石籬邨屬於新界西選區（LC4）選區範圍之內，而地方行政則為葵青區。現時石籬邨劃分為三個區議會選區，分別是石籬北、石籬南以及大白田東選區。石籬北的區議員是民主黨成員林紹輝；大白田東的區議員為林紹輝的妻子、同屬民主黨的劉貴梅；石籬南的區議員亦是同屬民主黨的梁國華。
兩選區的劃分原以石排街為界，但在2007年香港區議會選舉中，新石籬選區則納入石排街以北的石安樓及石泰樓兩座，即整個石籬（一）邨及石籬（二）邨的石華樓及石佳樓與石籬坑寮屋區，原選區中位於青山公路－葵涌段旁的私人屋苑嘉翠園則納入華麗選區；而現時石籬選區則包括石籬（二）邨全部樓宇以及石籬中轉房屋。而在2007年的選舉劃界中，石籬中轉房屋的第11座獲劃入私樓為主的大白田選區，而石籬選區納入數幢私人樓宇，在2011年香港區議會選舉則改回原狀。
葵青區可說是泛民主派的票倉，而石籬邨則更曾是民主黨的票倉。除了民主黨一度控制石籬區內兩個區議會議席外，更由於曾任黨主席的李永達，曾在1985年至1994年間出任本邨的區議員以及區域市政局議員，故此李永達在2008年香港立法會選舉中，於石籬邨兩個選區的票站共獲得超過3600張選票。在2015年香港區議會選舉中，石籬南選區區議員，民主黨成員兼支聯會常委梁國華爭取連任，但最後敗於親建制派政黨新民黨成員吳家超，令泛民主派在石籬邨損失一席，不過該席已在2019年香港區議會選舉成功奪回。

### 區議會議席分布
| 範圍／年度   | 範圍／年度                                | 2000-2003 | 2004-2007 | 2008-2011 | 2012-2015 | 2016-2019 | 2020-2023 |
| ------------ | ----------------------------------------- | --------- | --------- | --------- | --------- | --------- | --------- |
| 怡峰苑       | 怡峰苑                                    | 新石籬    | 新石籬    | 新石籬    | 新石籬    | 石籬南    | 石籬南    |
| 石籬（二）邨 | 石華樓與石佳樓                            | 新石籬    | 新石籬    | 新石籬    | 新石籬    | 石籬南    | 石籬南    |
| 石籬（一）邨 | 石寧樓、石秀樓、石俊樓、 石逸樓以及石興樓 | 新石籬    | 新石籬    | 新石籬    | 新石籬    | 石籬南    | 石籬南    |
| 石籬（一）邨 | 石安樓與石泰樓                            | 石籬      | 石籬      | 新石籬    | 新石籬    | 石籬南    | 石籬南    |
| 石籬中轉房屋 | 第10座                                    | 石籬      | 石籬      | 石籬      | 石籬      | 石籬北    | 石籬北    |
| 石籬中轉房屋 | 第11座                                    | 石籬      | 石籬      | 大白田    | 石籬      | 石籬北    | 石籬北    |
| 石籬（二）邨 | 石偉樓與石怡樓                            | 尚未落成  | 石籬      | 石籬      | 石籬      | 石籬北    | 石籬北    |
| 石籬（二）邨 | 石廣樓、石榮樓、石欣樓、 石禧樓以及石福樓 | 石籬      | 石籬      | 石籬      | 石籬      | 石籬北    | 石籬北    |
| 石籬（二）邨 | 石富樓與石祥樓                            | 石籬      | 石籬      | 石籬      | 石籬      | 石籬北    | 大白田東  |
| 石籬（二）邨 | 石歡樓                                    | 尚未落成  | 尚未落成  | 尚未落成  | 石籬      | 石籬北    | 大白田東  |

## 事件

### 水盆命案
1985年5月15日，石籬邨第一座一名19歲青年藉詞騙了同座一名12歲相熟女孩到家中非禮不遂，為免獸行被揭發於是殺人滅口，而為了營造女孩死於意外，青年將女童頭部置於一個盛了水的水盤，並將屍體棄於6樓一個裝修中的空置單位，以讓人認為女孩是溺斃。最終青年被捕並被判死刑，後來改判終身監禁。

### 雪櫃藏人頭案
1991年4月20日，已拆卸的第八座三樓222室揭發揭發雪櫃藏人頭案。死者是泰國華僑婦人彭裕蘭（61歲），兇手為死者偷渡來港的孫兒江林成（24歲），彭婦被殺及肢解，頭被放入一個水桶後放入雪櫃，雙手放入一個盤，雙腳放入洗衣機，軀體用布包着放入衣櫃。兇手在石梨街愛群酒家外遇劫受傷，送到瑪嘉烈醫院，因惹起院方懷疑而被捕。江林成謀殺罪名不成立，誤殺罪成，判囚8年。

### 恐怖情殺案
2008年3月7日，石佳樓發生恐怖情殺案，25歲的兇手梁百鳴與19歲女友分手後，兇手藉詞交還衣服予女友期間，使用1把35厘米的軍刀和1把18厘米的尖刀向死者瘋狂襲擊60多刀，最後斬甩女友頭顱親吻。梁百鳴其後致電警方自首，到2009年4月24日，五女二男組成的陪審團退庭商議約4小時後，裁定他謀殺罪成，判處終身監禁。

### 石俊樓跳樓案
2023年5月18日，一名26歲陳姓女子石俊樓高處墮樓身亡，據指死者為《全民造星V》大熱之一，2號參賽者魏念恩（Nathan）的女友。Nathan未有回應傳聞，其Instagram轉了全黑頭像。

## 外部連結
- 房委會物業位置及資料 石籬（一）邨 （页面存档备份，存于）
- 房委會物業位置及資料 石籬（二）邨 （页面存档备份，存于）
- 房委會物業位置及資料 石籬（一）邨 （页面存档备份，存于）
- 房委會物業位置及資料 石籬（二）邨 （页面存档备份，存于）
- 房委會物業位置及資料 怡峰苑 （页面存档备份，存于）

22°21′54″N 114°08′25″E / 22.365074°N 114.140341°E